# Renault
Renault S.A. [renó] je francouzská automobilka vyrábějící osobní i nákladní automobily, traktory, autobusy a v minulosti i motorové železniční vozy. Renault je druhá největší automobilka v Evropě a aliance Renault-Nissan je čtvrtá největší automobilka na světe. Automobilka sídlí v Boulogne-Billancourt na západním okraji Paříže. Do skupiny Renault patří i francouzská Alpine, rumunská Dacia a korejský Renault Korea Motors. V rámci aliance Renault–Nissan–Mitsubishi spolupracuje Renault i s těmito japonskými značkami.

## Historie

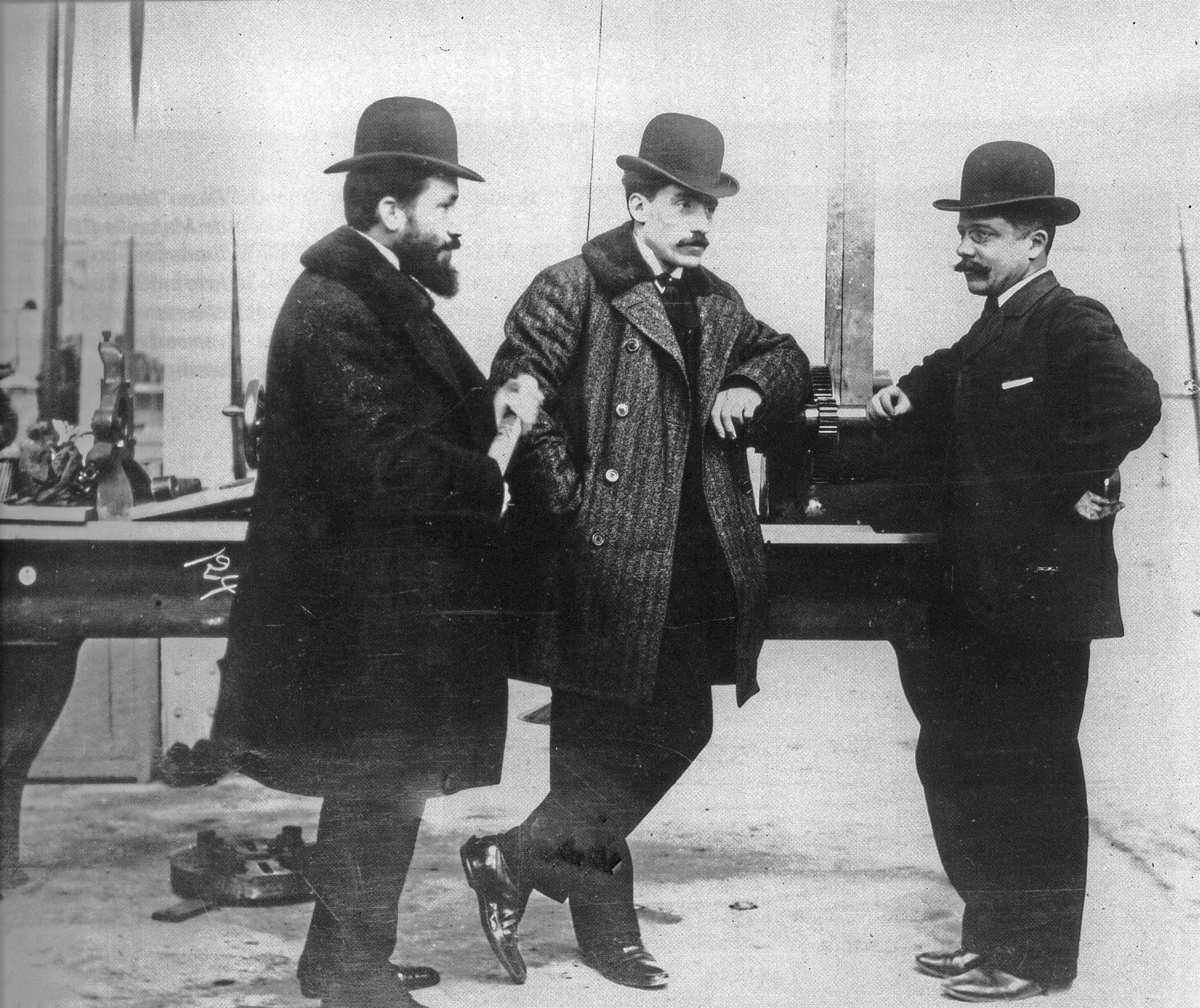
Bratři Louis, Marcel a Fernand Renault

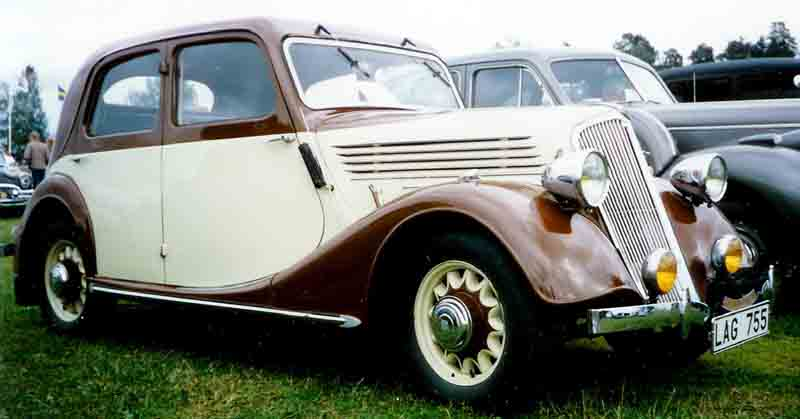
Renault Celtaquatre, 1935

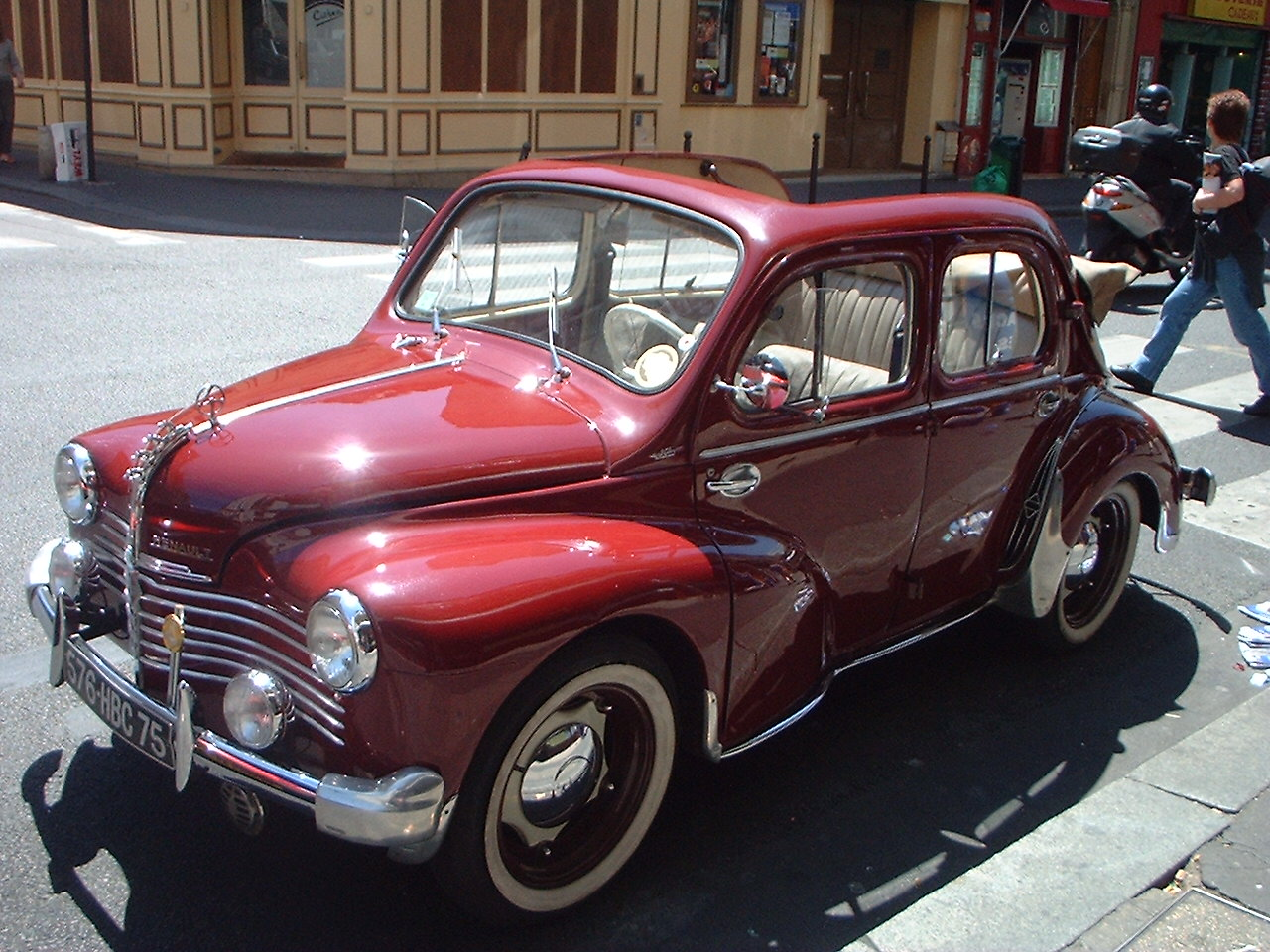
Renault 4CV

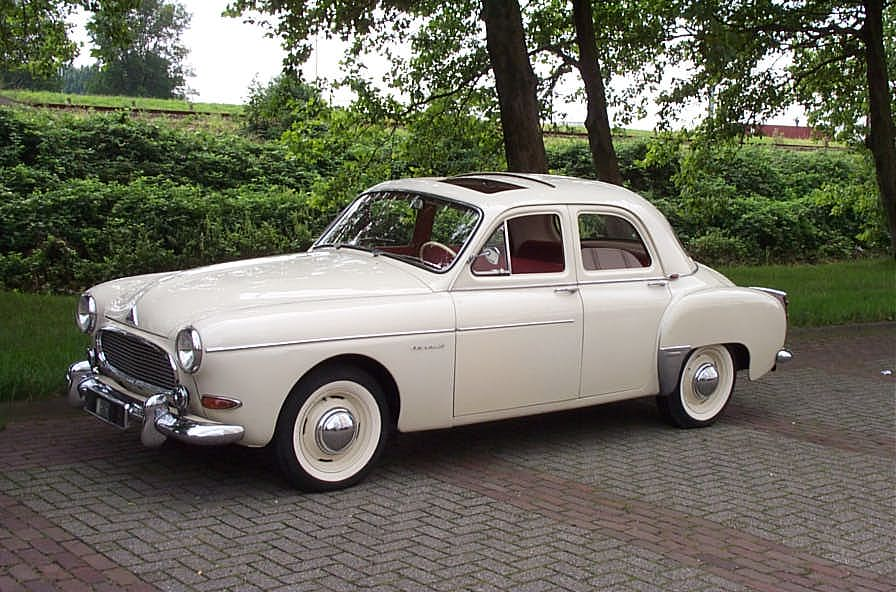
Renault Frégate, 1951

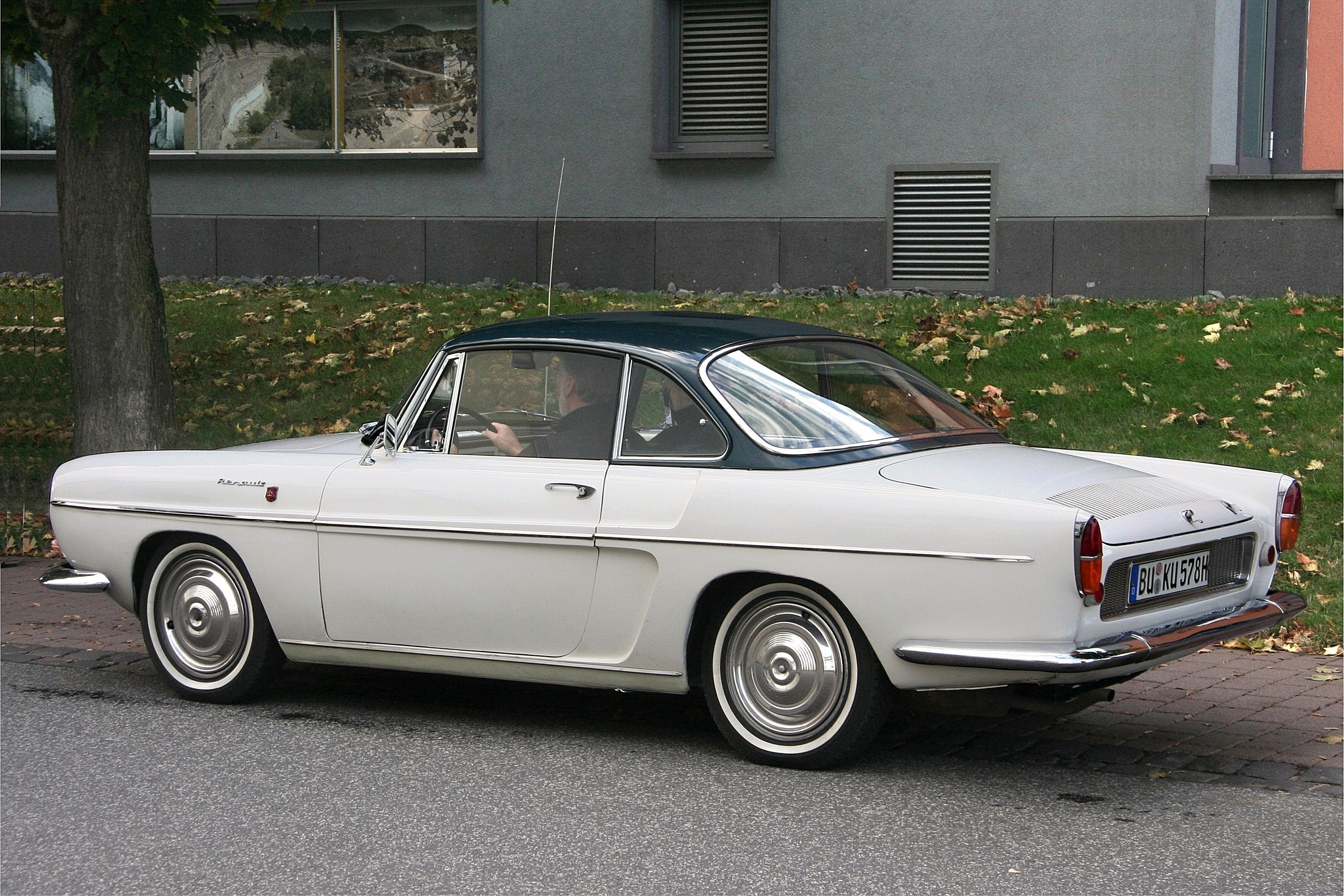
Renault Floride, 1958

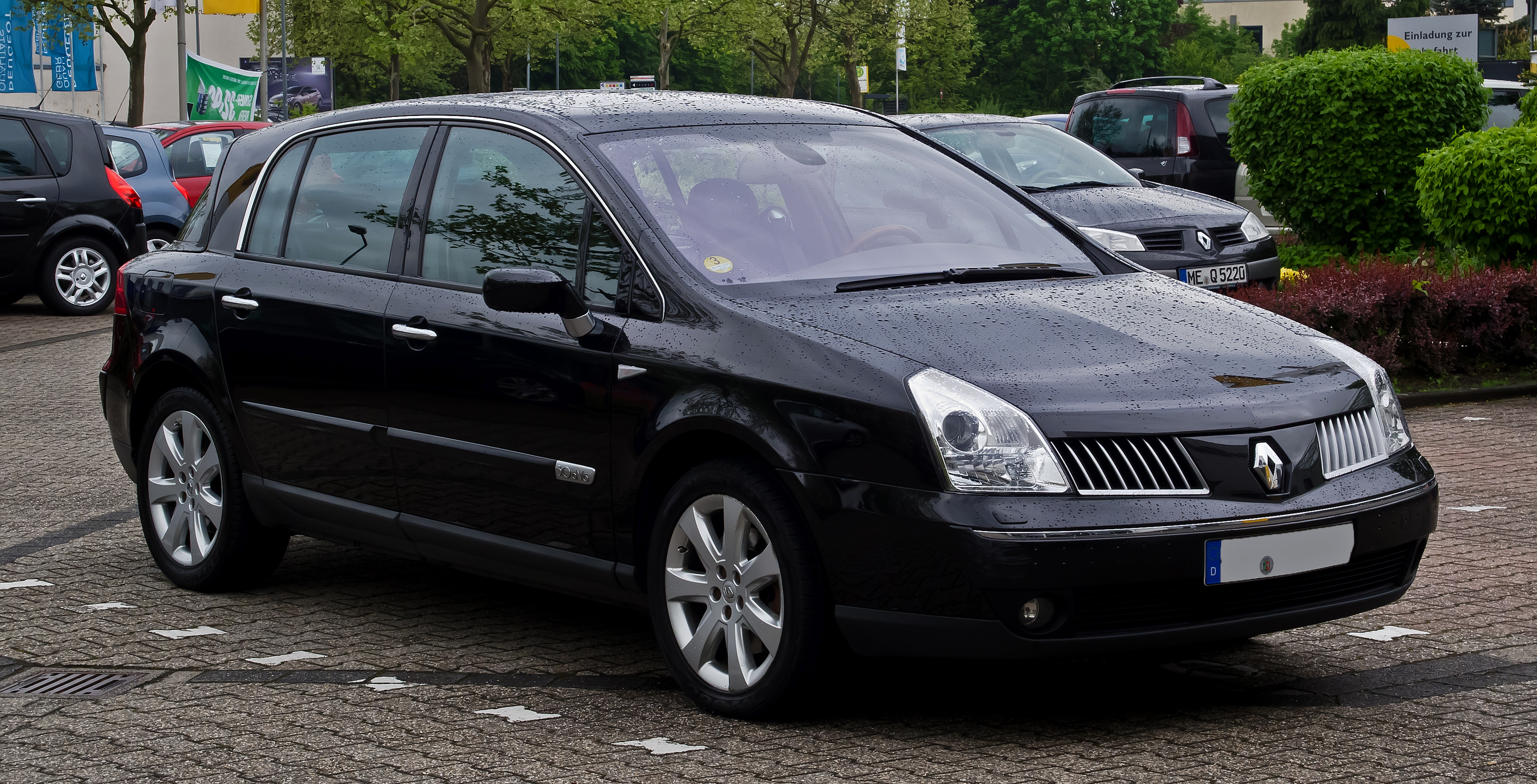
Renault Vel Satis

### Začátky
Firma Renault byla založena 25. února 1899 jako Société Renault Frères Louisem Renaultem a jeho bratry Marcelem (1872–1903) a Fernandem (1865–1909). Louis byl mladý inženýr, který již předtím sestrojil několik vozů, jeho bratři zase měli obchodní zkušenosti z otcovy textilní firmy a finance. Založenou společnost vlastnili starší sourozenci Marcel a Fernand.
První auto, zkušební prototyp Renault Voiturette 1CV, koupil 24. prosince 1898 kamarád Luisova otce po zkušební jízdě, která ho mile překvapila. V únoru 1899 získal patent na svoji konstrukci automobilu. Finance získané z patentu kloubového hřídele mu umožnily zahájit malosériovou výrobu automobilu pro první zákazníky. V roce 1899 vyrobil celkem 71 automobilů typu A. V roce 1903 začal Renault vyrábět své vlastní motory, do té doby je kupoval od firmy De Dion-Bouton. První větší objednávka přišla v roce 1905, kdy Société des Automobiles de Place koupila vozy Renault AG1 k vytvoření vlastní flotily taxislužby. V roce 1907 měla značka Renault významný podíl na londýnských a pařížských taxi. Renault byl také nejprodávanější zahraniční značkou v New Yorku v letech 1907 a 1908. V roce 1908 společnost vyrobila 3 575 vozů, tím se stala největším výrobcem automobilů ve Francii.
Automobilka Renault se proslavila po úspěších v prvních meziměstských závodech konaných ve Švýcarsku. Louis i Marcel závodili ve svých vozidlech. Ovšem Marcel Renault se zabil při nehodě v průběhu závodu Paříž-Madrid v roce 1903. Ačkoli Louis už nikdy nezávodil, jeho společnost se i nadále na závodech velmi podílela, Ferenc Szisz například vyhrál první Grand Prix v Renault AK 90CV v roce 1906.
Louis se stal jediným vlastníkem poté, co jeho bratr Fernand zemřel po dlouhé nemoci v roce 1909. Společnost přejmenoval na Société des Automobiles Renault (Automobilová společnost Renault).
V té době byly vozy Renault luxusní zboží, cena nejmenších Renaultů byla 3000 franků, částka rovnající se výdělku deseti let práce průměrného pracovníka. První skutečný komerční nákladní automobil od firmy byl představen v roce 1906. Během první světové války firma vyráběla munici, vojenské letecké motory (první letecké motory Rolls-Royce byly Renault V8), nebo například tank Renault FT-17. První traktor Renault, Type GP byl vyráběn v letech 1919 a 1930. Logo z roku 1925 mělo poprvé tvar kosočtverce, který znázorňuje diamant, touhu značky projektovat silný a konzistentní firemní image.

### Meziválečné období
V meziválečném období se Renault snažil konkurovat stále populárnějším malým a cenově dostupným autům, zatímco problémy s akciovým trhem a pracovní silou zpomalily růst společnosti. Renault začal vyrábět menší vozy, které byly nejpopulárnější, zatímco nejméně produkované byly ty nejsilnější (model 18/24CV). Renault nabízel osm druhů karoserií. Vývoz do Spojených států k roku 1928 klesl téměř k nule ze svého nejvyššího bodu před první světovou válkou, významným faktorem byla vyšší cena oproti americkým konkurentům.
Koncem dvacátých a během raných třicátých let byl Renault překonaný Citroënem jako největší výrobce automobilů ve Francii. Ovšem Citroën zasáhla významněji velká hospodářská krize, Renault vyrovnal ztráty díky výrobě traktorů, železničních motorových vozů a zbraní. Renault se tak opět stal největším výrobcem ve Francii až do osmdesátých let.
Po francouzské kapitulaci v roce 1940 Louis Renault odmítl vyrábět tanky pro nacistické Německo, které převzalo kontrolu nad jeho továrnami. Raději místo toho produkoval kamiony. Továrna byla Brity v březnu 1942 bombardovaná 460 tunami bomb, což způsobilo rozsáhlé škody spolu s těžkými civilními ztrátami. Renault se rozhodl přestavět továrnu tak rychle, jak jen to bude možné, ale v bombardování pokračovali Američané i v dubnu a v září 1943.
Pár týdnů po osvobození Paříže, na začátku září 1944, byly brány závodu Renault znovu otevřené. Prozatímní vláda obvinila Louise Renaulta z kolaborace s Němci a byl uvězněn ve Fresnes, kde zemřel dne 24. října 1944 za nejasných okolností během čekání na soud. 16. ledna 1945 byla firma znárodněna jako Régie Nationale des Usines Renault (Národní představenstvo závodů Renault).

### Po 2. světové válce
Model 4CV (quatre chevaux – čtyři koně) byl prvním typem, který překonal hranici 1 miliónu vyrobených kusů. V roce 1951 Renault uvedl svůj vlajkový model, dvoulitrový čtyřválcový Renault Frégate, jeho prodeje více než půl milionu kusů zajistily produkci až do roku 1961. Renault Dauphine (1956–1967) byl vyvážen do zemí Jižní Afriky, Austrálie, Mexiko, Belgie a Irska a licencován v Brazílii, Španělsku, Argentině, Izraeli, USA a Japonsku. Společnost také dosáhla úspěchu s Renault 4 (1961–1992), Renault 16 (1965–1980) první pětidvéřová karoserie typu hatchback, Renault 6 (1968–1986), Renault 12 (1969–2000), Renault 5 (1972–1996) a Renault 9 (1981–1988).
V Severní Americe Renault spolupracoval s American Motors a koupil menšinový 22,5% podíl ve společnosti na konci roku 1979. V roce 1982 se po Volkswagenu stal Renault druhou evropskou automobilkou vyrábějící auta ve Spojených státech.
Nástupce Renaulta 5, Renault Clio, byl první nový model generace, který změnil tradiční názvy s číselnými identifikátory. Clio bylo zvoleno jako Evropské auto roku 1991 a byl to jeden z nejlépe prodávaných vozů v devadesátých letech.
Společnost byla privatizována v roce 1996. Tato nová svoboda dovolila společnosti pustit se znovu do trhů ve Východní Evropě a Jižní Americe, včetně vybudování nového výrobního závodu v Brazílii a vylepšení infrastruktury v Argentině a Turecku.
27. března 1999 došlo ke spojení Renaultu a japonské společnosti Nissan, v Renault–Nissan Alliance. Ve stejném roce Renault koupil 51% většinový podíl v rumunské společnosti Dacia. Společnost má podíl v ruské Ladě.
V jednadvacátém století si Renault vydobyl dobrou reputaci za výrazný a exotický design. Ctižádostivý design druhé generace Renault Laguna a Renault Mégane se ukázal být úspěšný. Laguna II byla druhým evropským automobilem s funkcí bezklíčového vstupu a startování, byla také prvním autem, které dosáhlo 5 hvězdiček v crashtestu Euro NCAP. Renault se stal známý pro bezpečnost svých automobilů.

## Dceřiné společnosti

### AvtoVAZ (do 2022)
V únoru 2008 získal Renault 25% podíl v ruské společnosti AvtoVAZ, který od devadesátých let hledá strategického partnera. Po skončení vazeb s italskou automobilkou Fiat neměla ruská společnost úspěch ve spojení s jinými automobilkami. Renault začal rozhovory s AvtoVAZ v roce 2005, z počátku trval na koncepci montáže polotovarů modelu Logan vyrobených ve Francii. zatímco AvtoVAZ zamýšlel udržet si vlastní značku Lada a hledala novou koncepci a motor.
Po několika kolech rozhovorů, přerušených snahami společnosti AvtoVAZ spojit se s firmami Fiat a Magnou, se společnost Renault dohodla na partnerství za podmínek podobných jejímu Nissanu. Renault a Rosoboronexport, státní společnost, která je hlavním akcionářem společnosti AvtoVAZ, diskutovala o zvýšení podílu ve společnosti VAZ na 50 %.
Po rekapitalizaci společnosti AvtoVAZ v roce 2016 vlastnil společnost Renault 73,3 % společnosti, což z ní dělalo dceřinou společnost. V květnu 2022 se Renault zbavuje svého podílu a AvtoVAZu v prospěch ruského státu s možností budoucí převzetí zpět, v souvislosti s ruským útokem na Ukrajinu.

## Seznam automobilů

### Současné modely

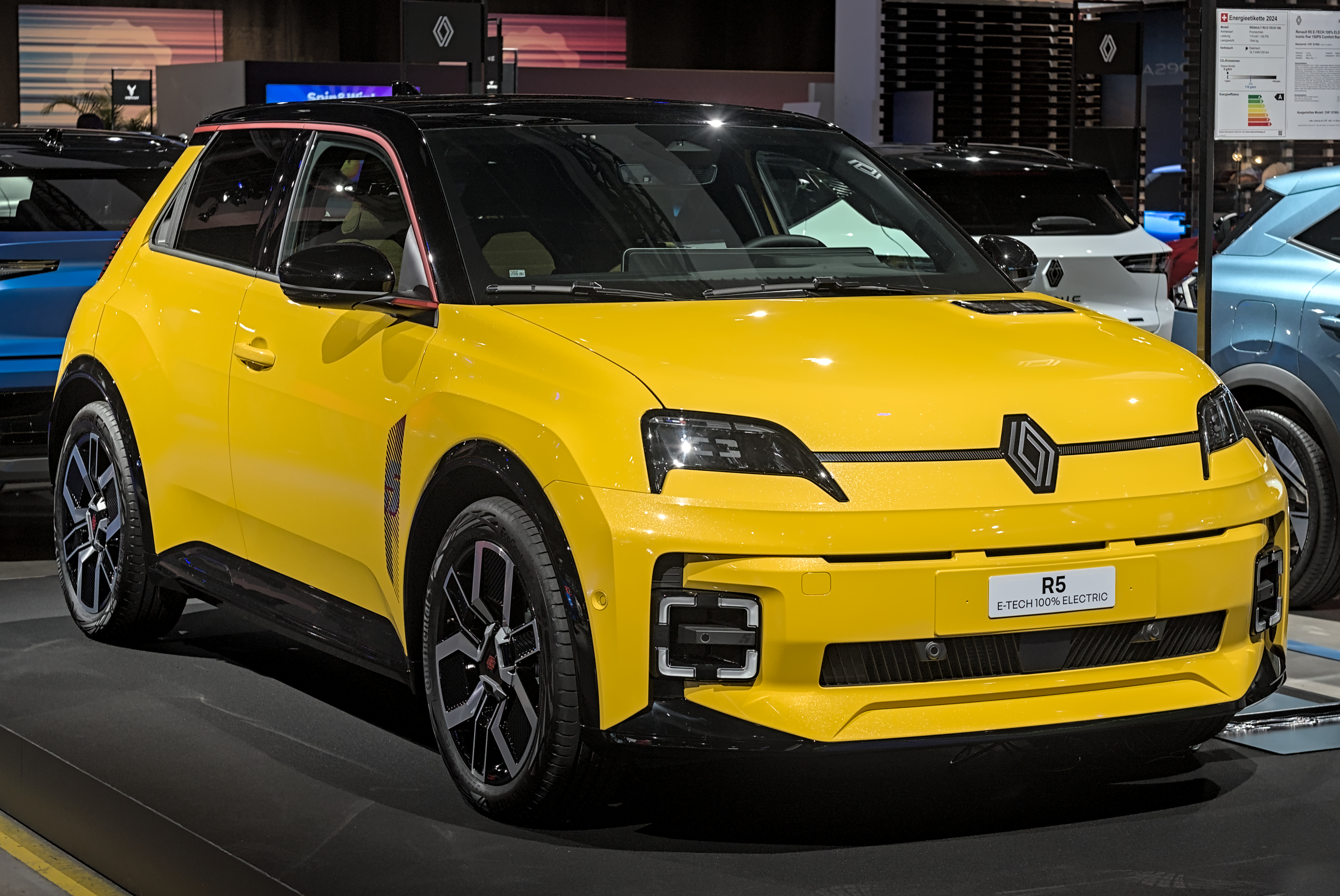
Renault 5 E-Tech
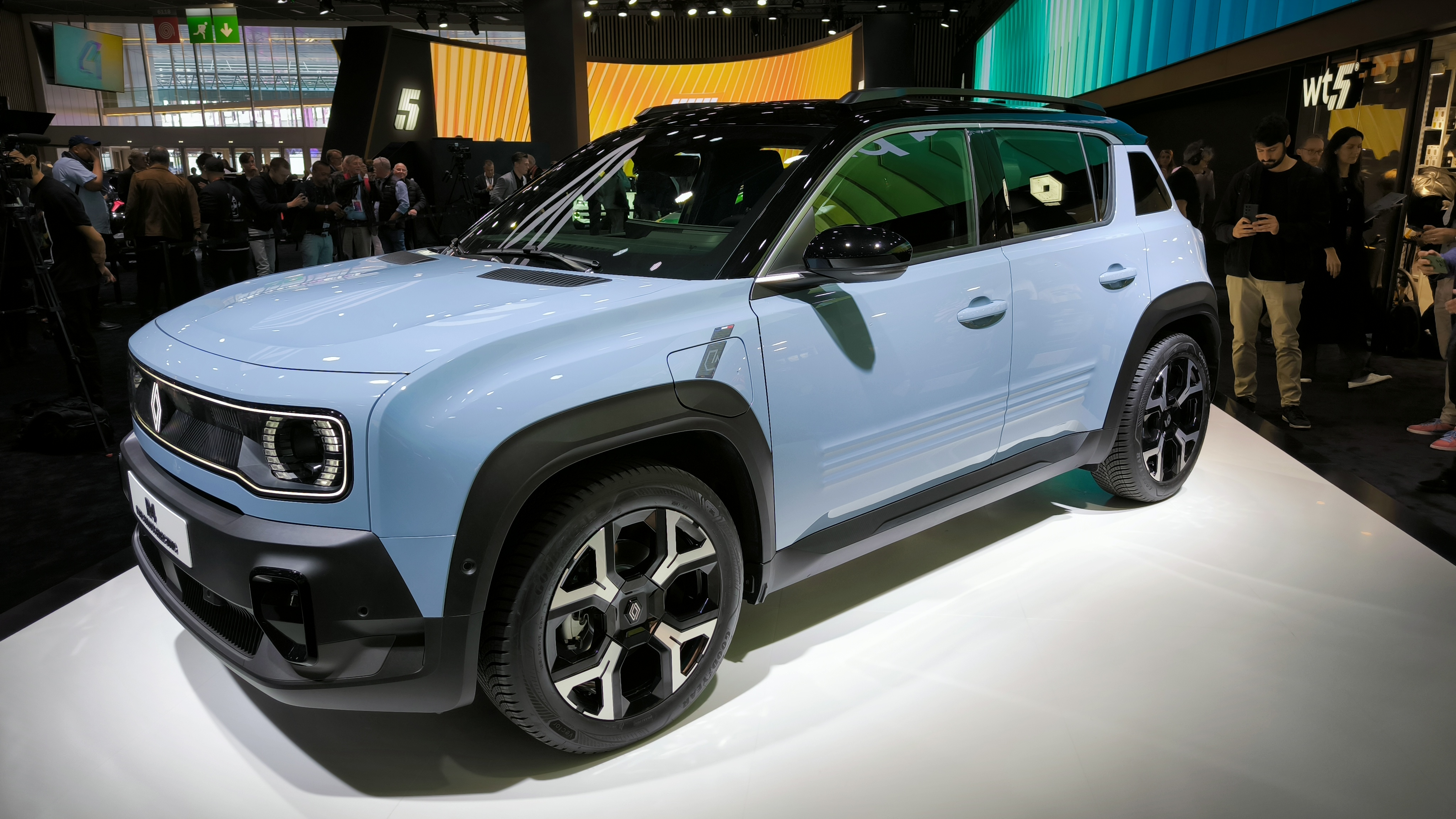
Renault 4 E-Tech
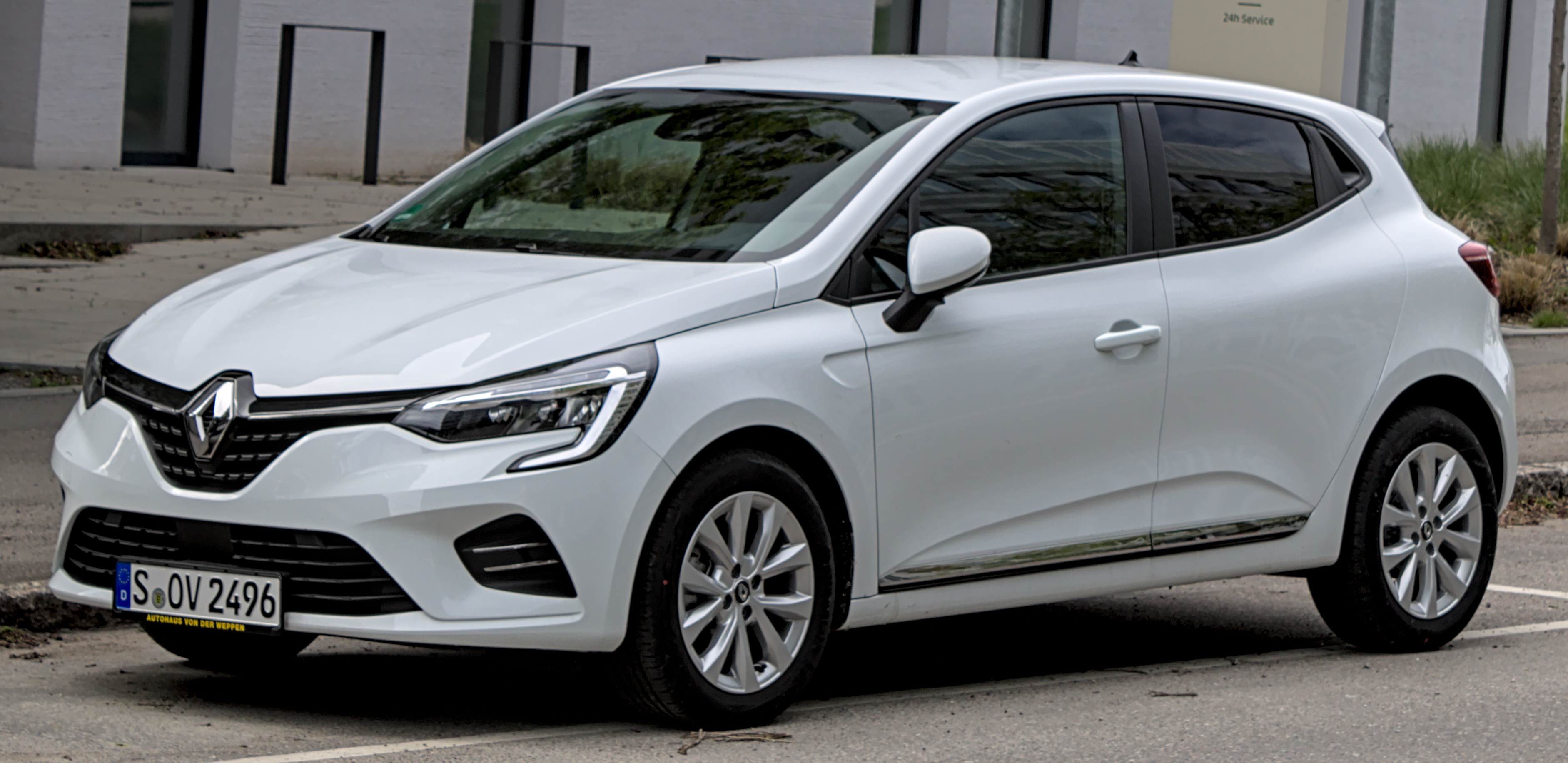
Renault Clio
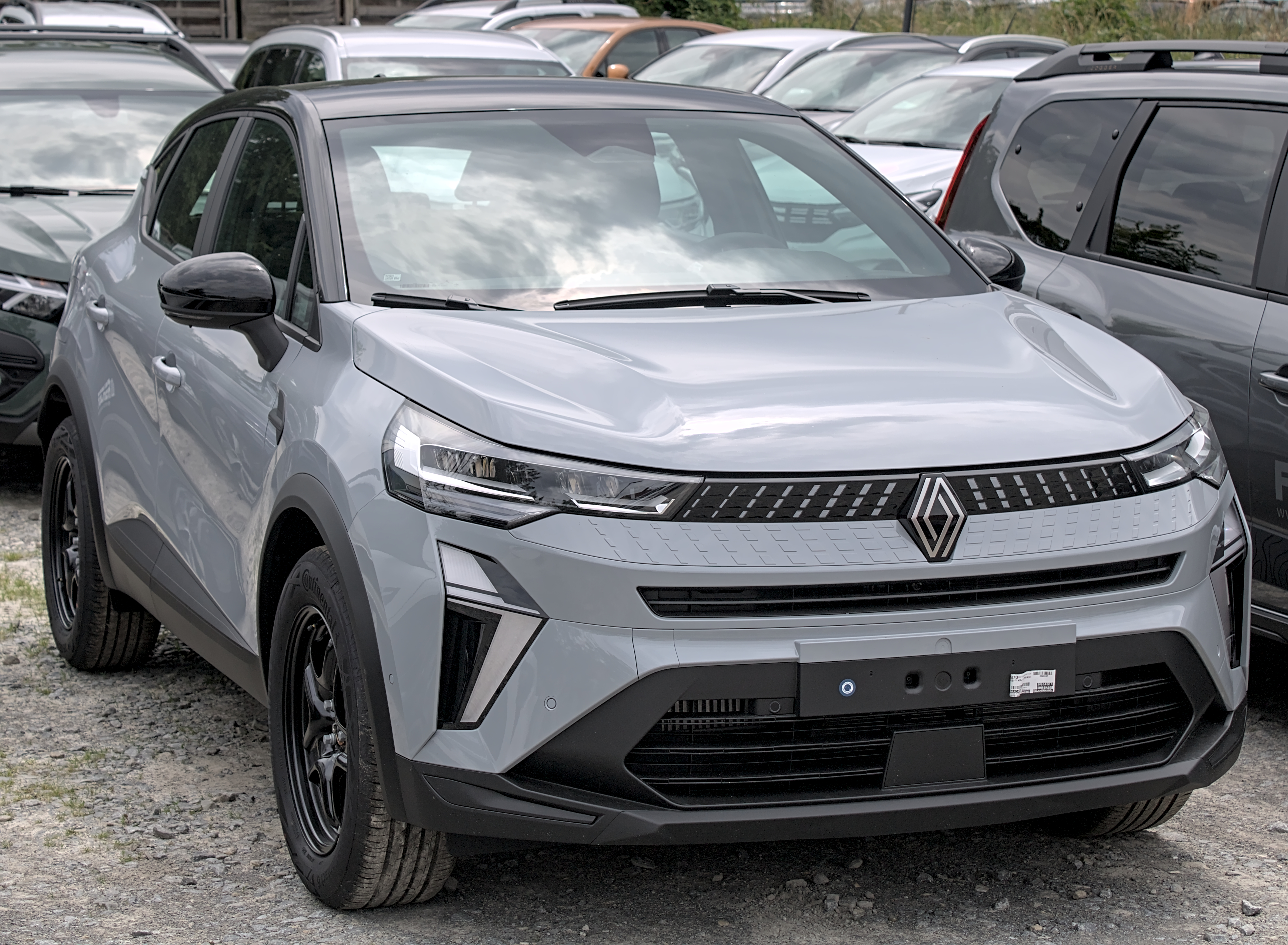
Renault Captur
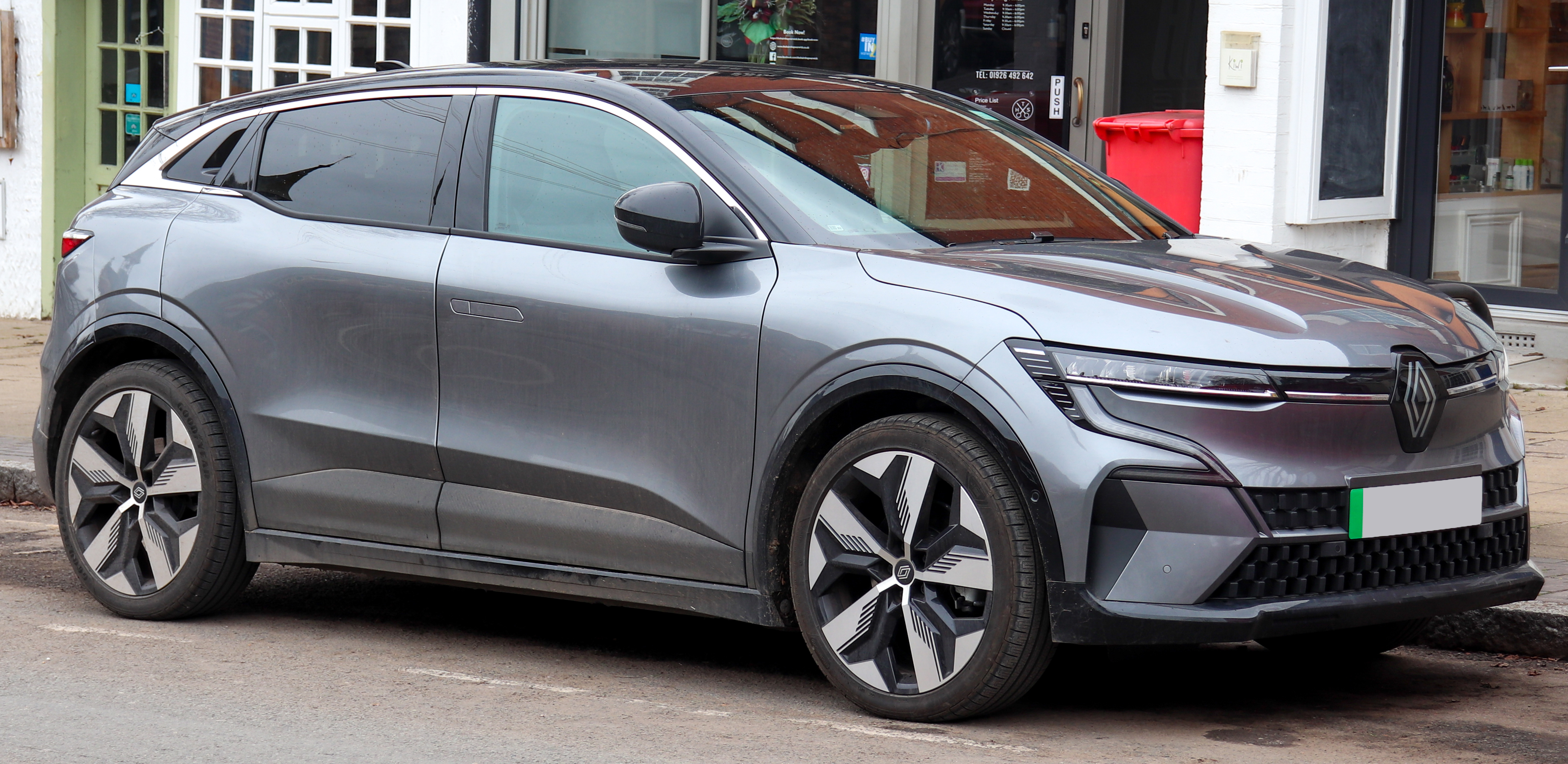
Renault Megane E-Tech
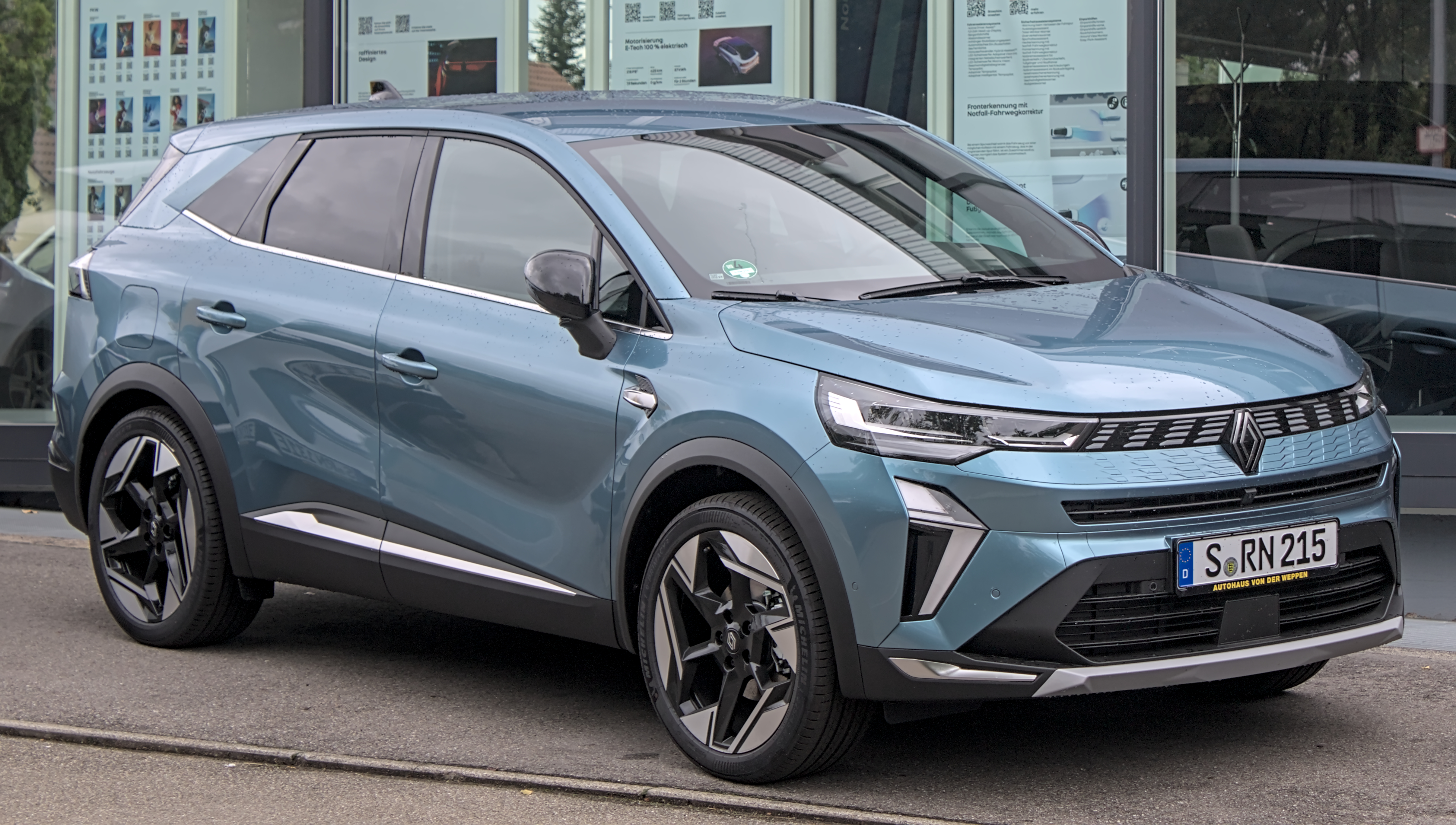
Renault Symbioz
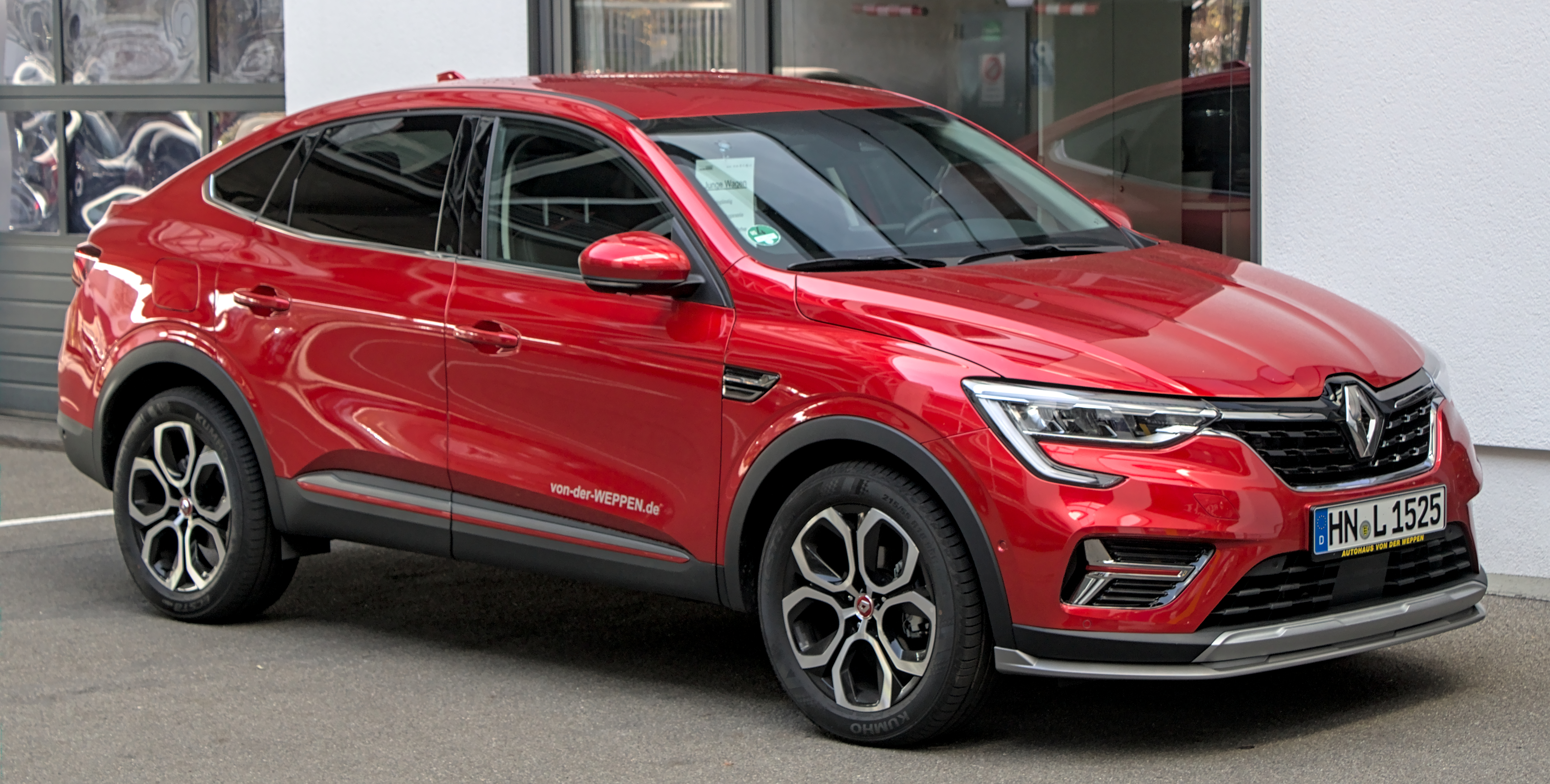
Renault Arkana
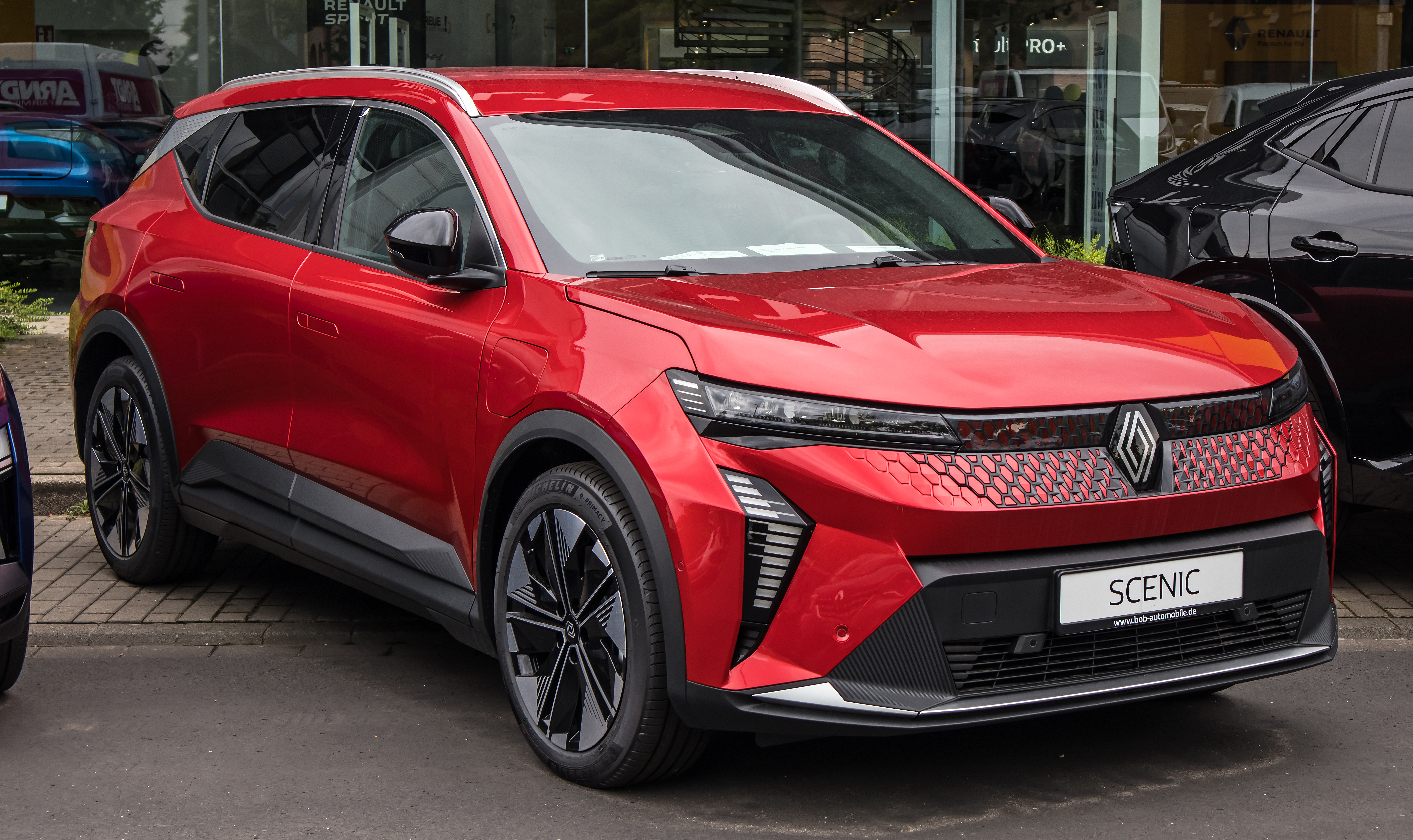
Renault Scenic E-Tech
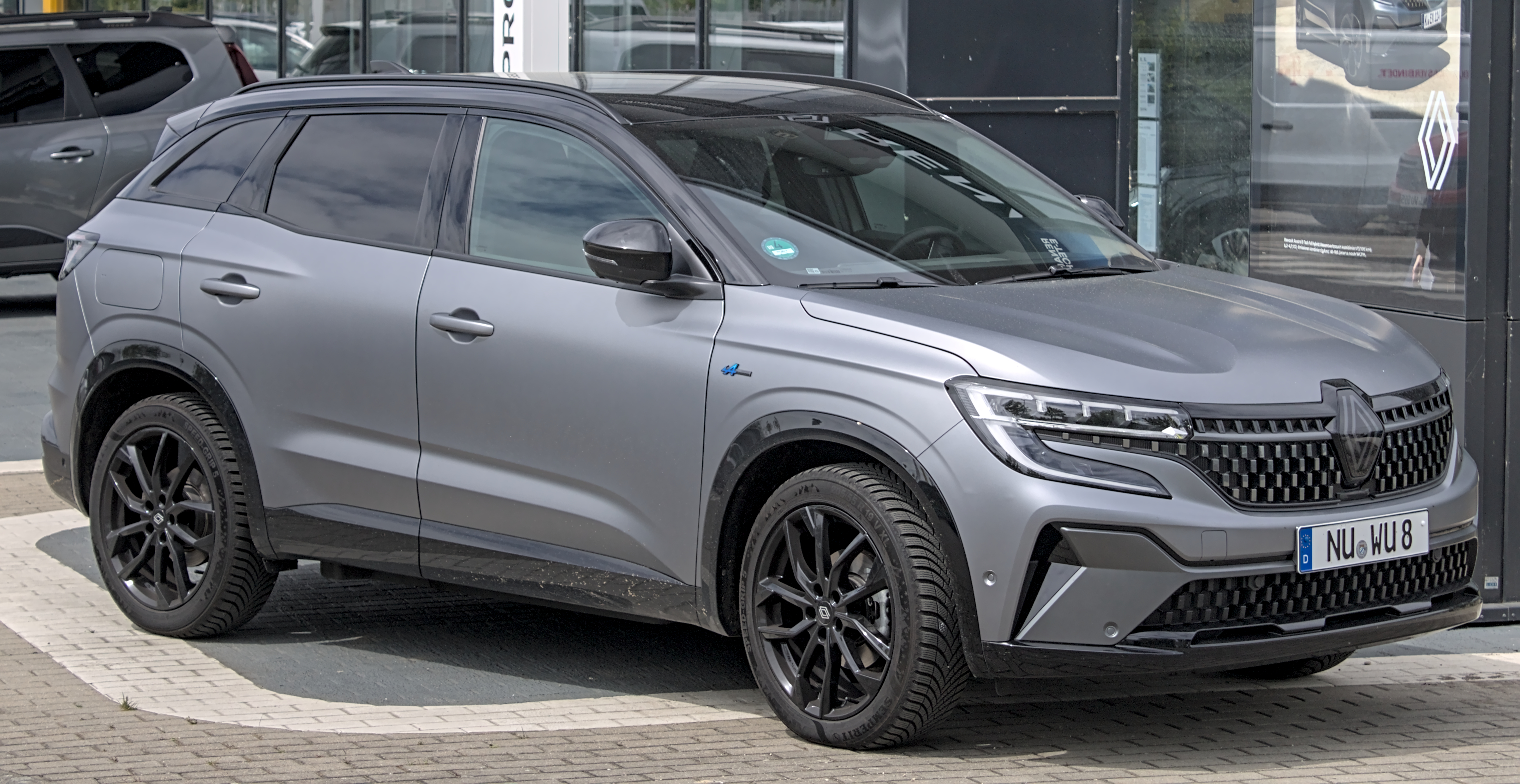
Renault Austral
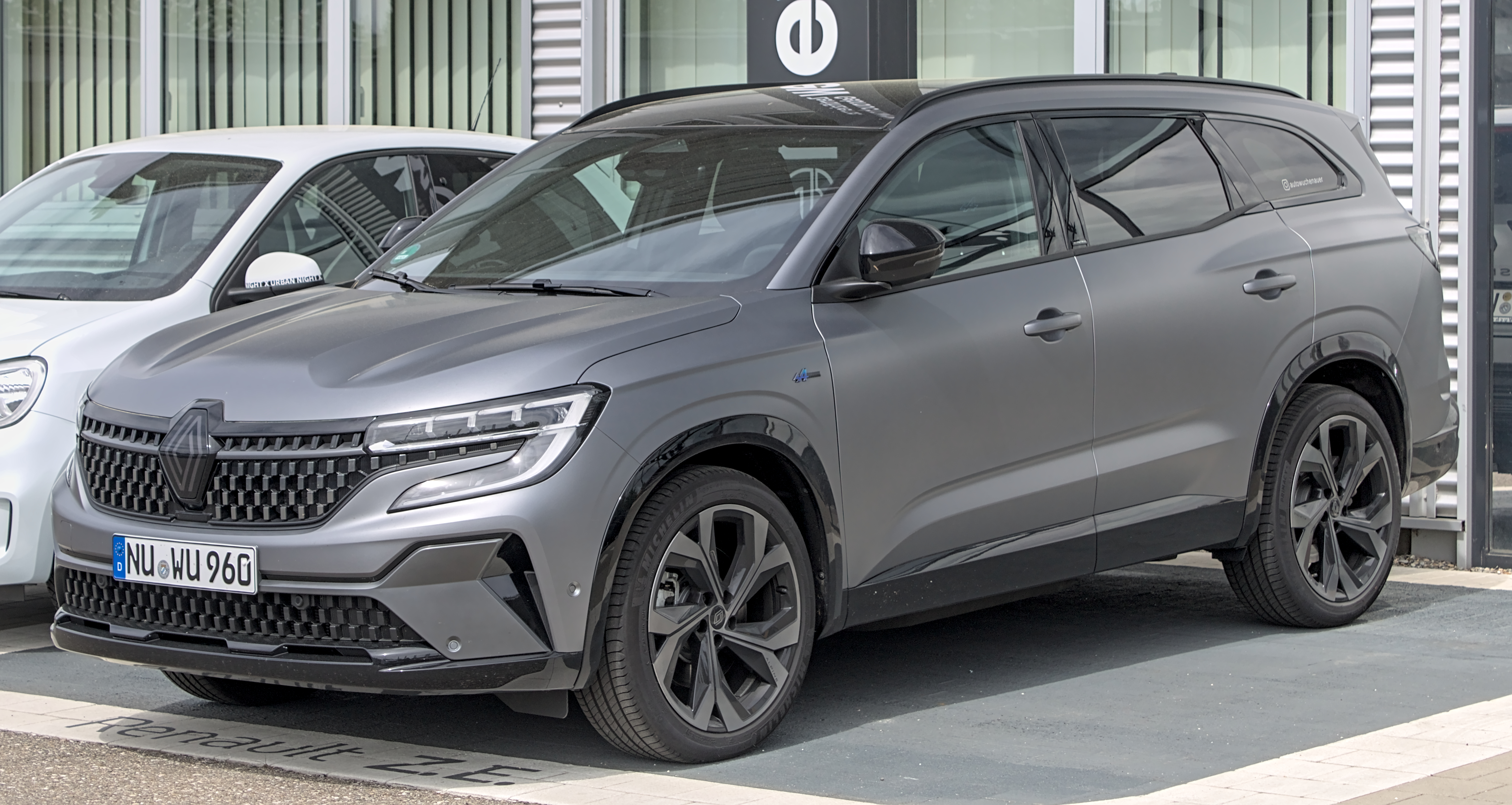
Renault Espace
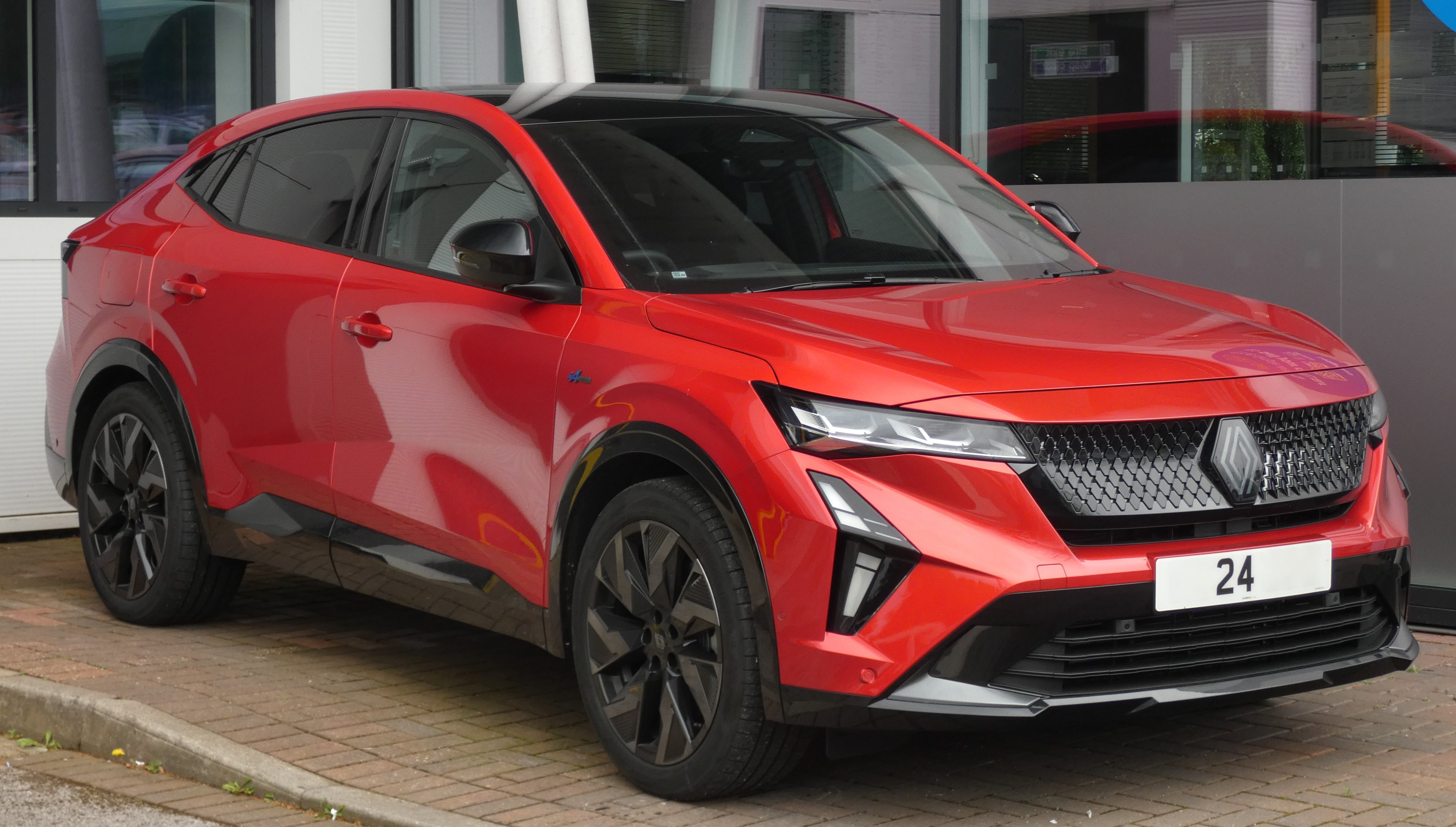
Renault Rafale
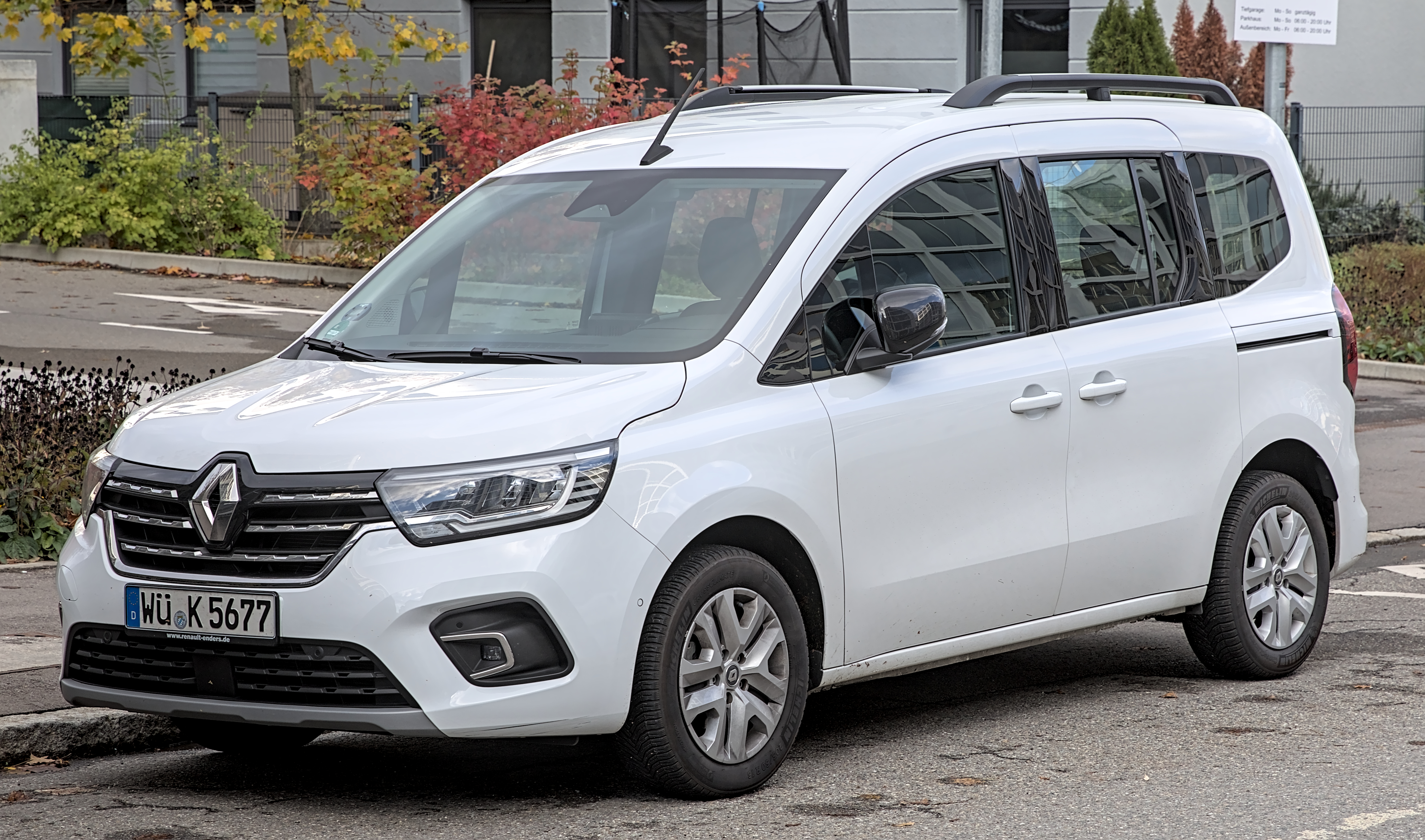
Renault Kangoo

### Historie vyráběných poválečných modelů

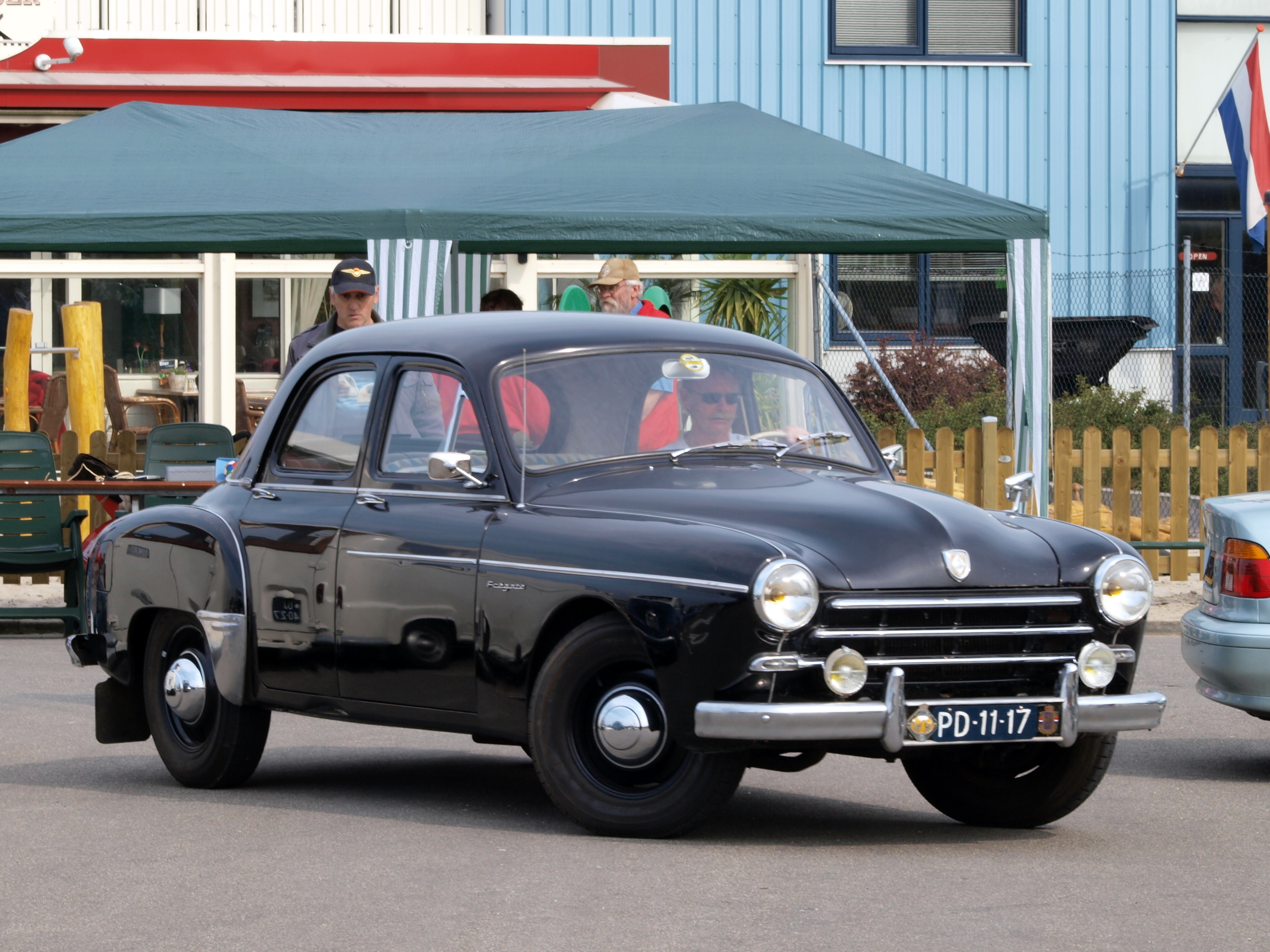
Renault Frégate

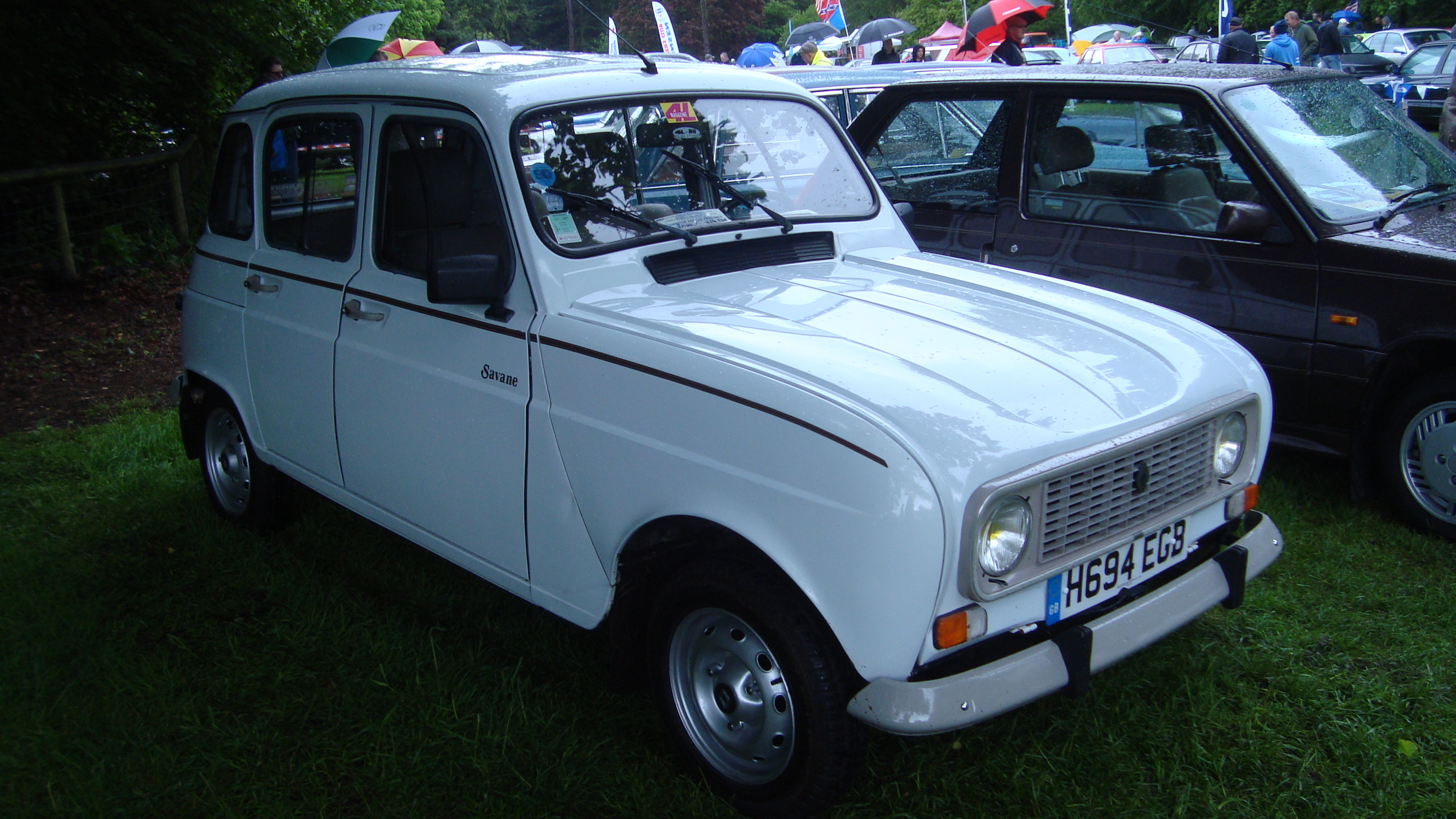
Renault 4

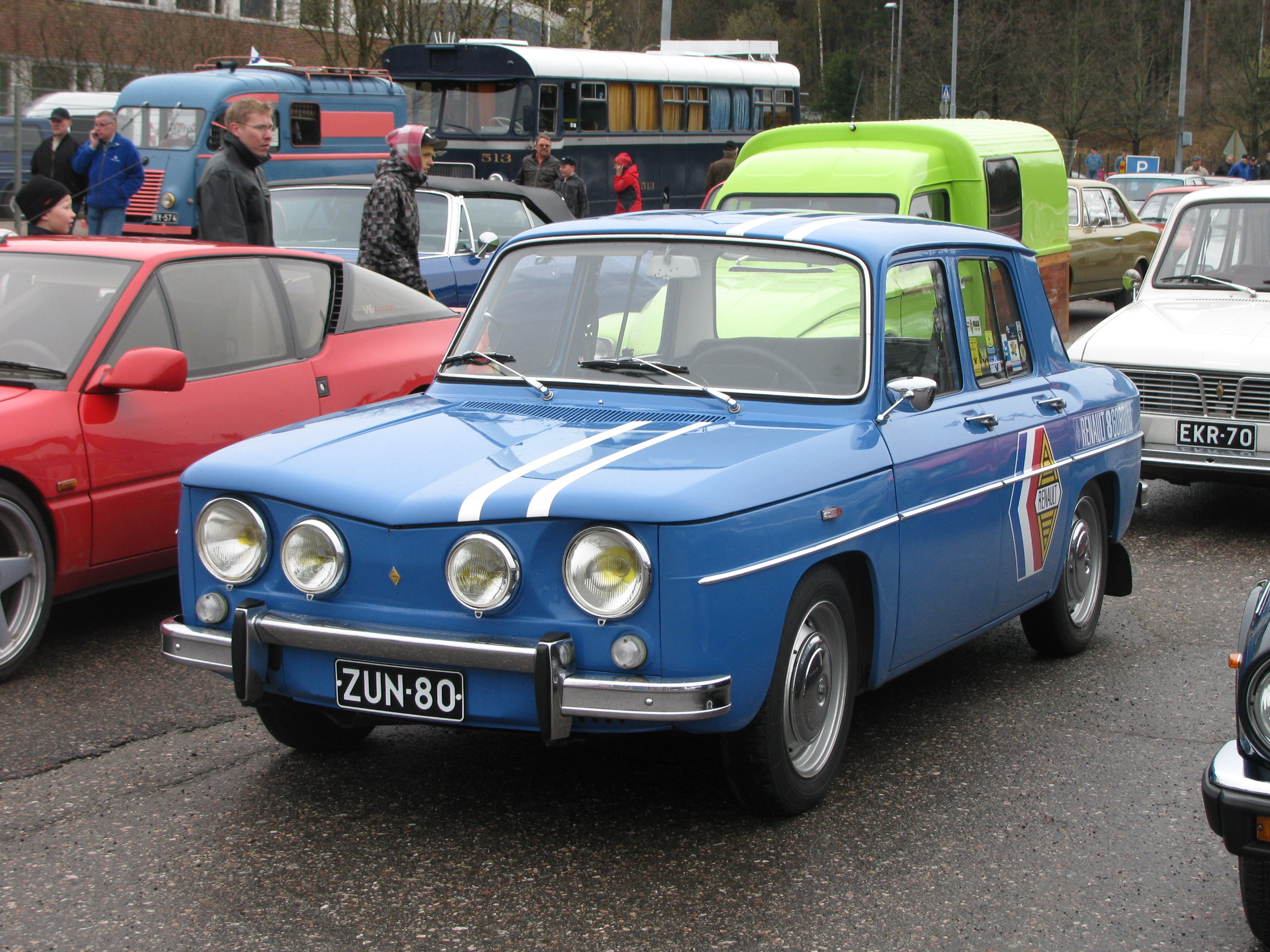
Renault R8 Gordini,

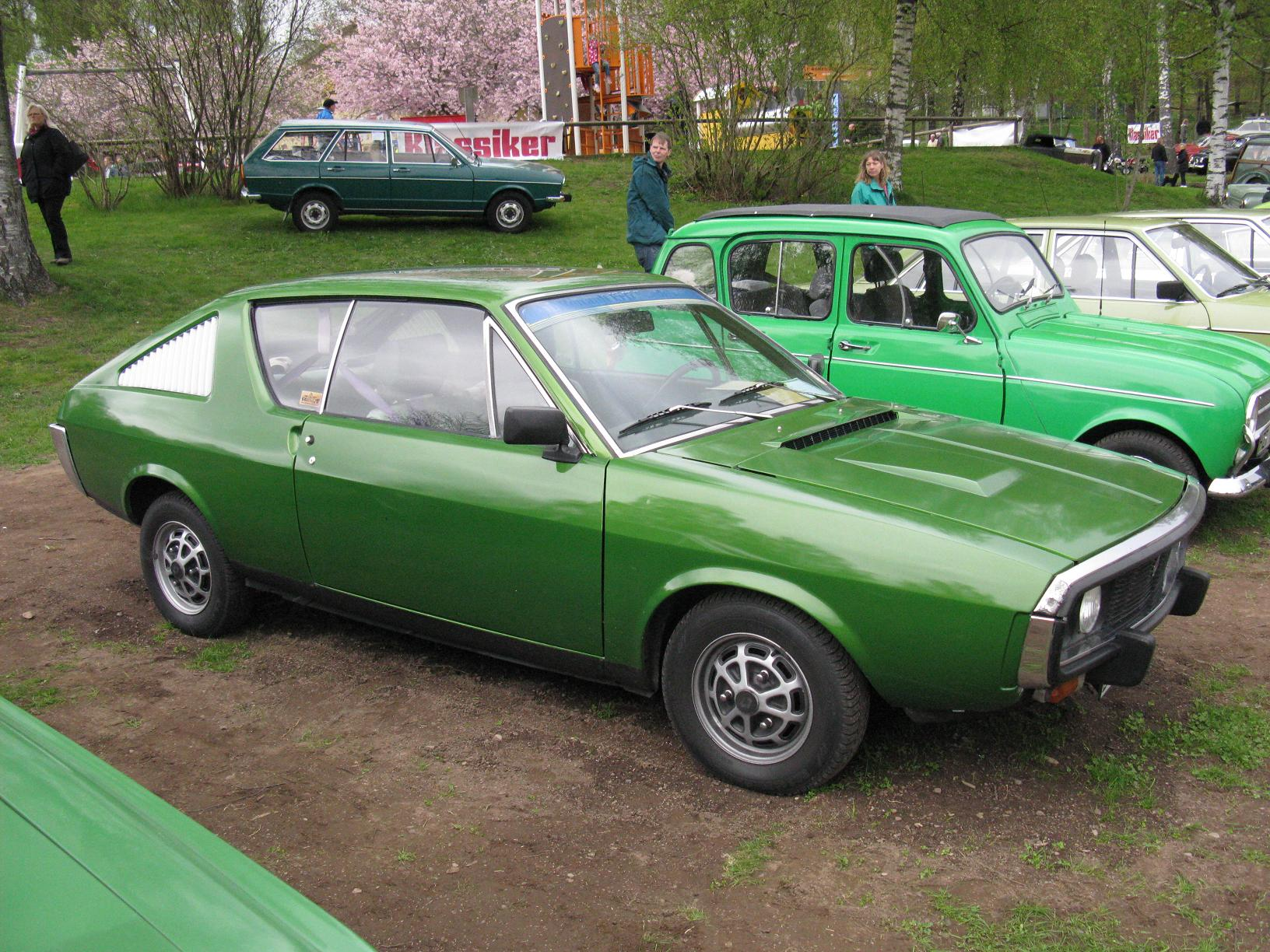
Renault 17

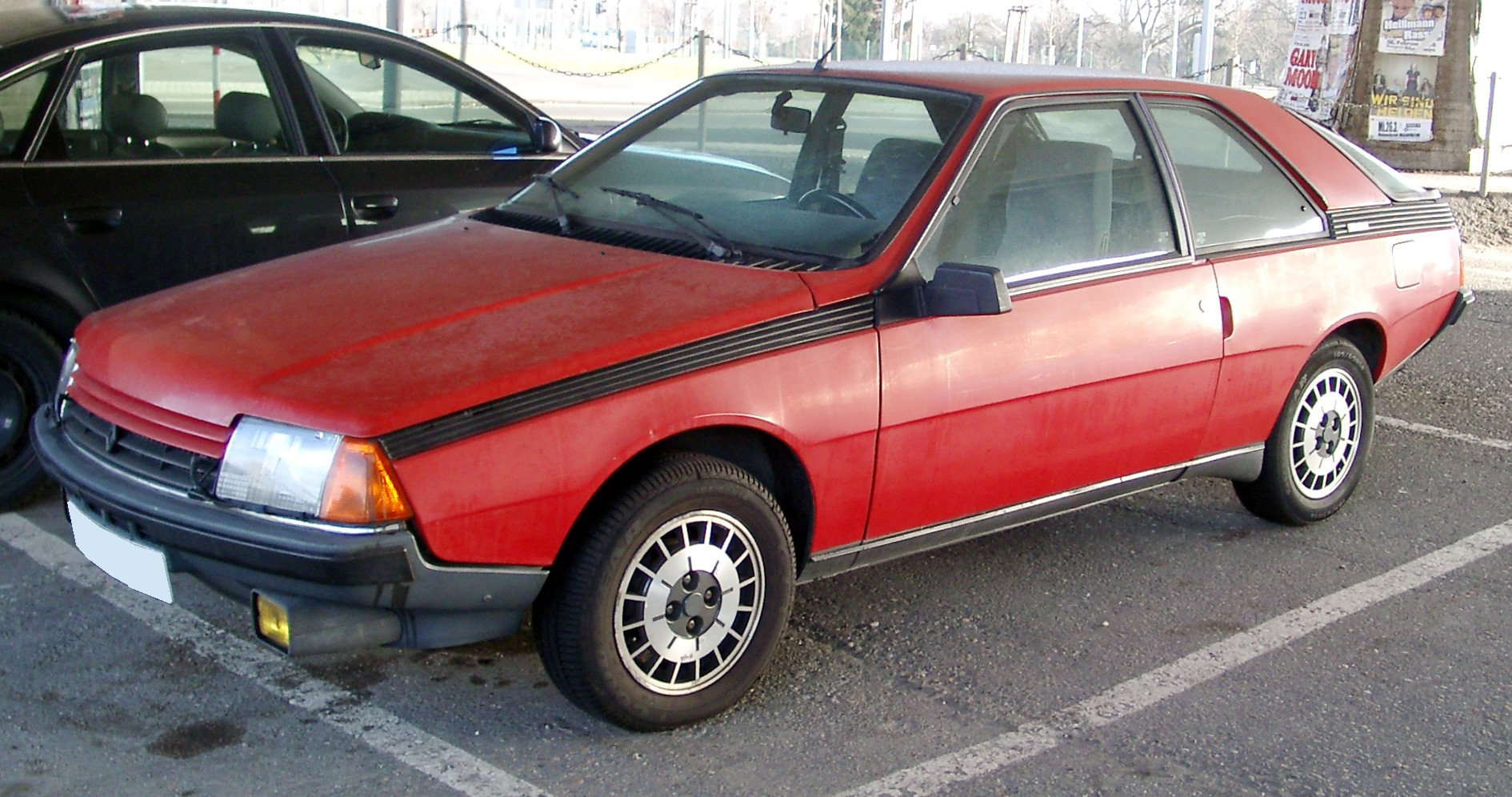
Renault Fuego

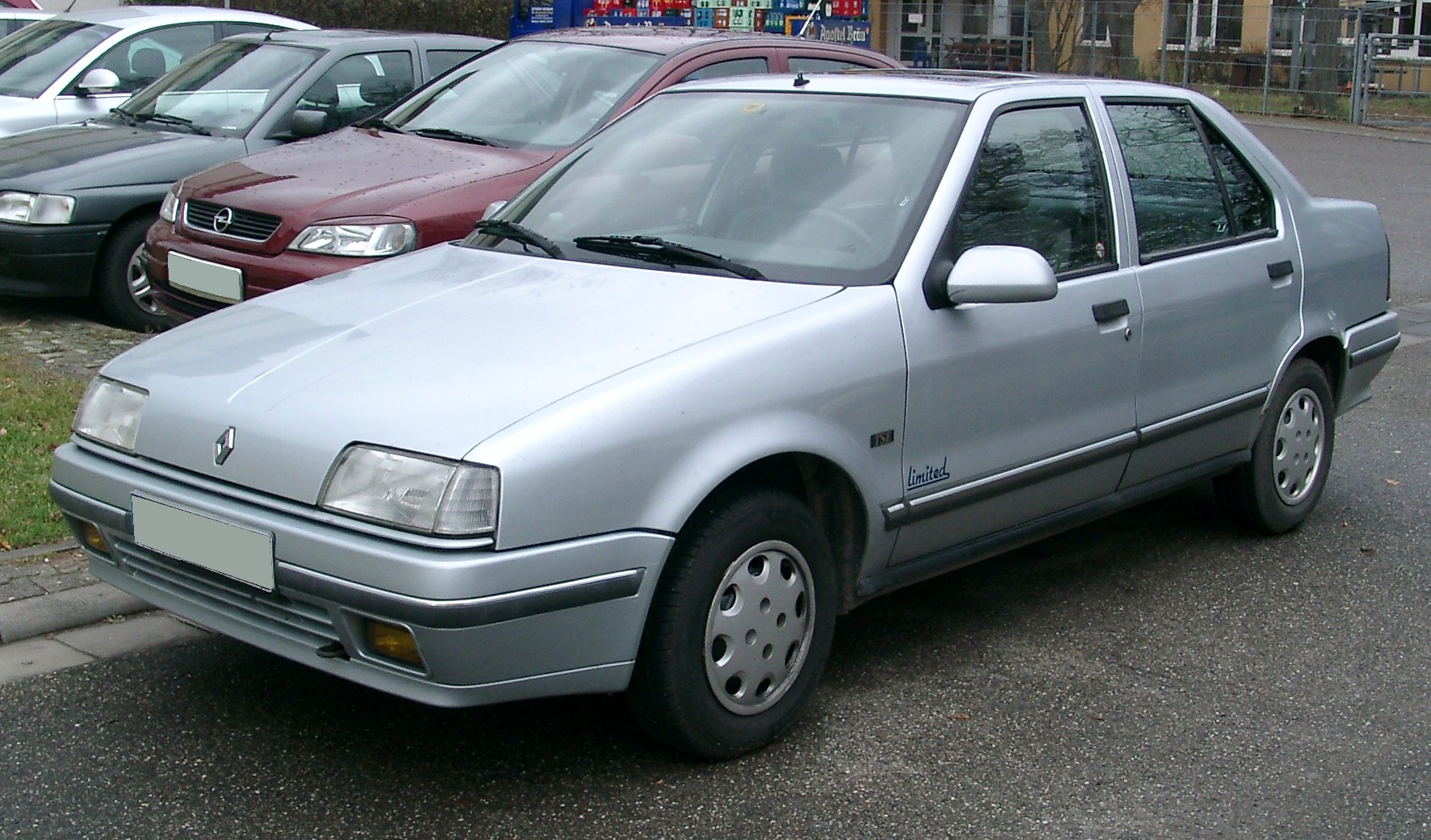
Renault 19

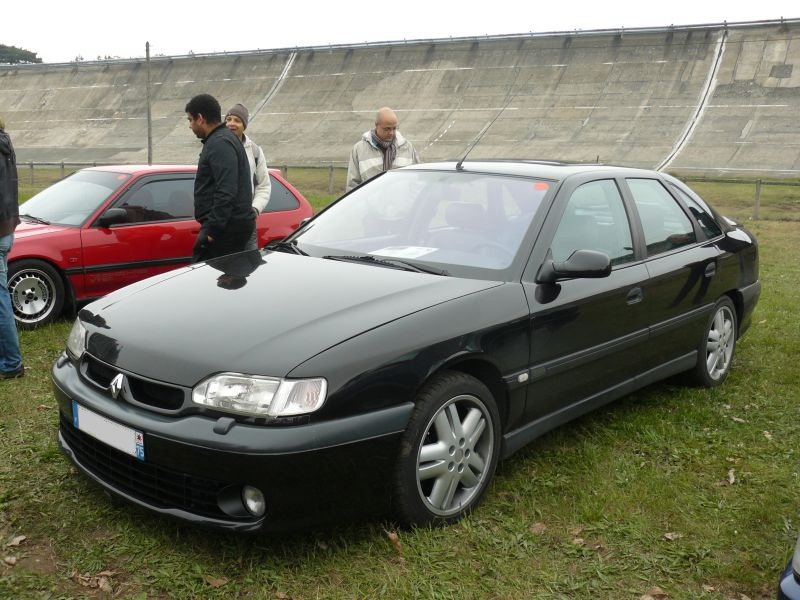
Renault Safrane

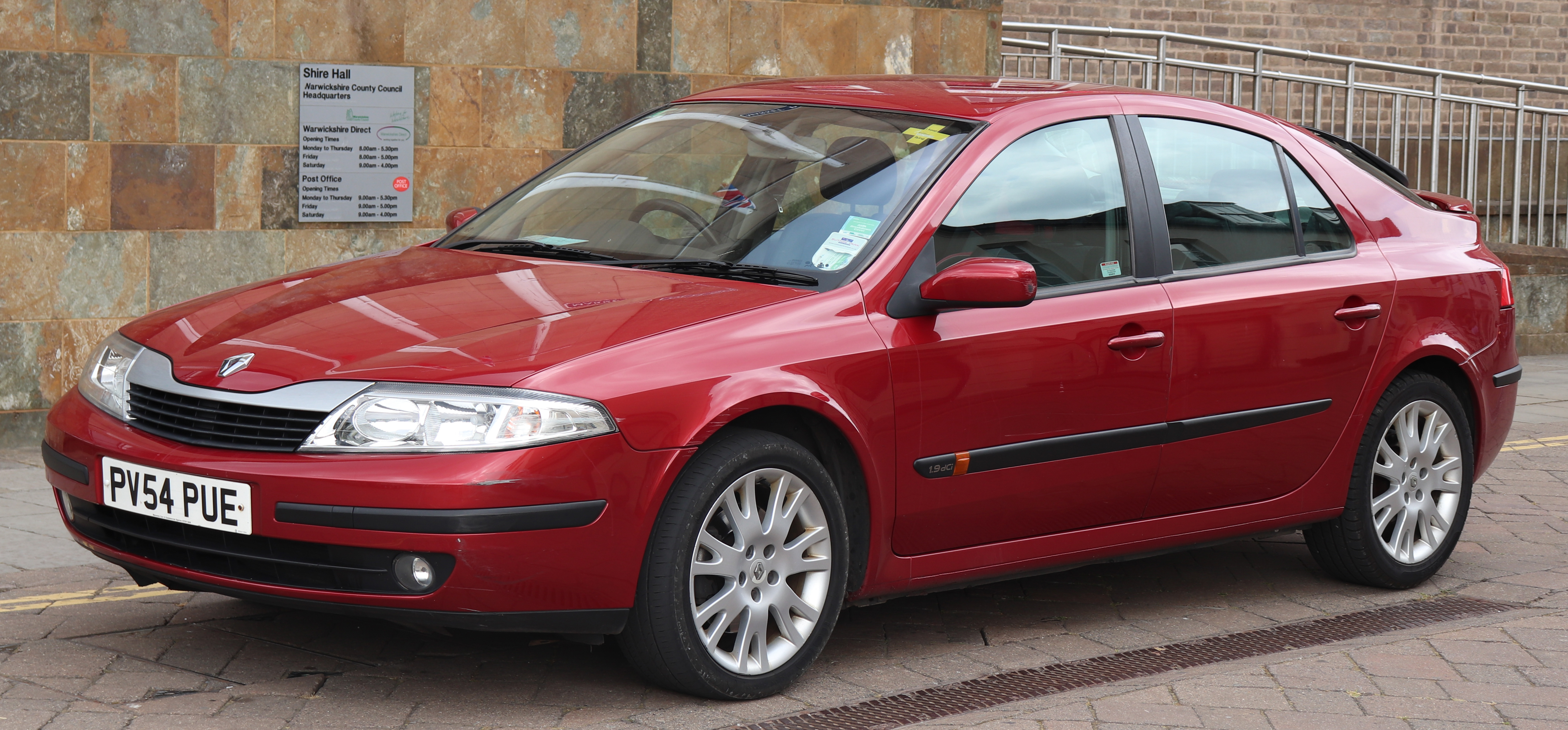
Renault Laguna II

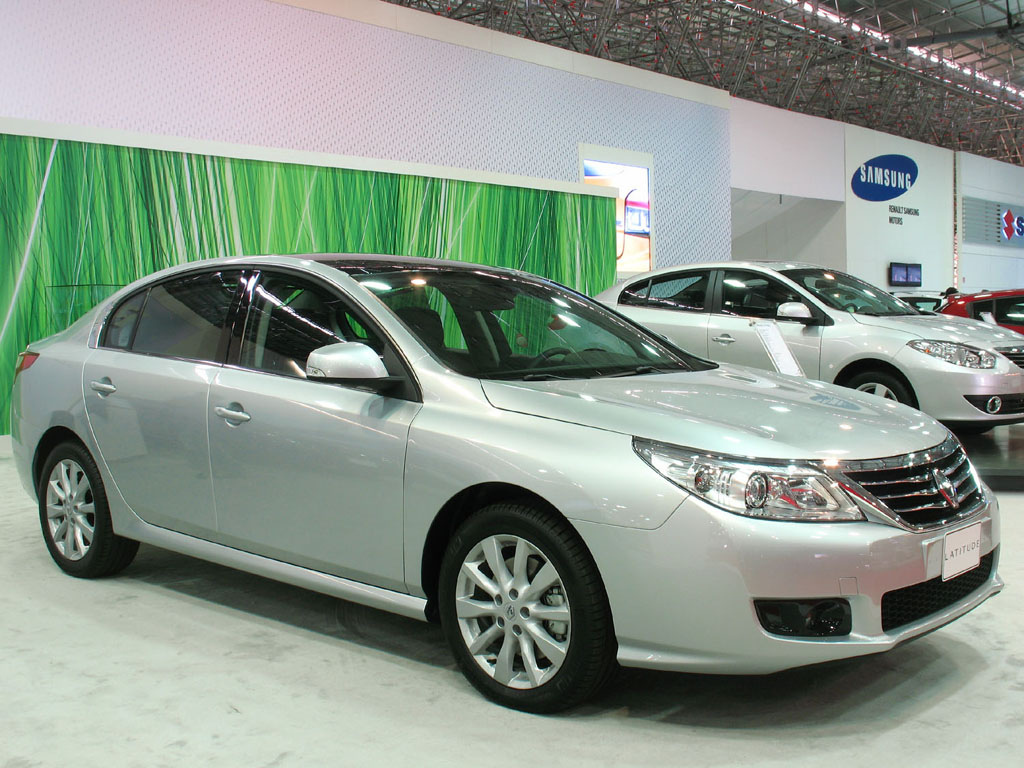
Renault Latitude

- 4CV (1947–1961)
- Colorale (1950–1957)
- Frégate (1951–1960)
- Dauphine (1956–1968)
- Floride (1959–1962)
- Caravelle (1959–1968)
- Ondine (1961–1962)
- 3 (1961–1962)
- 4 (1961–1994)
- 8 (1962–1971)
- 10 (1962–1971)
- 16 (1965–1979)
- Torino (1966–1980)
- 6 (1968–1978)
- 12 (1969–1980)
- 15 (1971–1977)
- 17 (1971–1977)
- 5 (1972–1996)
- 7 (1974–1984)
- 20 (1975–1984)
- 14 (1976–1979)
- 30 (1976–1984)
- 18 (1978–1986)
- Fuego (1980–1987)
- 9 (1982–1988)
- 11 (1982–1988)
- 25 (1984–1992)
- 21 (1986–1995)
- 19 (1988–1995)
- Medallion (1988–1999)
- Safrane (1992–2000)
- Laguna (1993–2015)
- Spider (1995–1997)
- Latitude (1999–2015)
- Avantime (2001–2003)
- Vel Satis (2001–2009)
- Modus (2004–2012)
- Wind (2010–2013)

### Meziválečné
- Vivasix (1928–1930)
- Reinastella (1929–1933)
- Nervastella (1930–1937)
- Primaquatre (1931–1939)
- Vivaquatre (1932–1939)
- Viva Grand Sport (1934–1939)
- Celtaquatre (1934–1939)
- Juvaquatre (Dauphinoise) (1937–1960)

### Před 1. světovou válkou
- Type A (1899–1903)
- Type B (1900)
- Type C (1900)
- Type D (1901)
- Type E (1901)
- Type G/Type H/Type J (1902)
- Type L/Type M (1903)
- Type N(a)/Type N(b)/Type S (1903)
- Type N(c)/Type Q/Type U(a)/Type U(e) (1903–1904)
- Type R/Type T (1903–1904)
- Type U(b)/Type U(c)/Type U(d) (1904)
- Type Y (1905–1906)
- Type AG/Type AG-1 (1905–1910)
- Type AH/Type AM (10CV) (1905–1909)
- Type X/Type X-1 (1905–1908)
- Type V/Type AS (1905–1913)
- Type AI/Type CF/Type DQ/Type ET (35CV) (1906–1914)
- Renault Ax (1908–1914)
- 40CV (1908–1928)

### Renault-Alpine

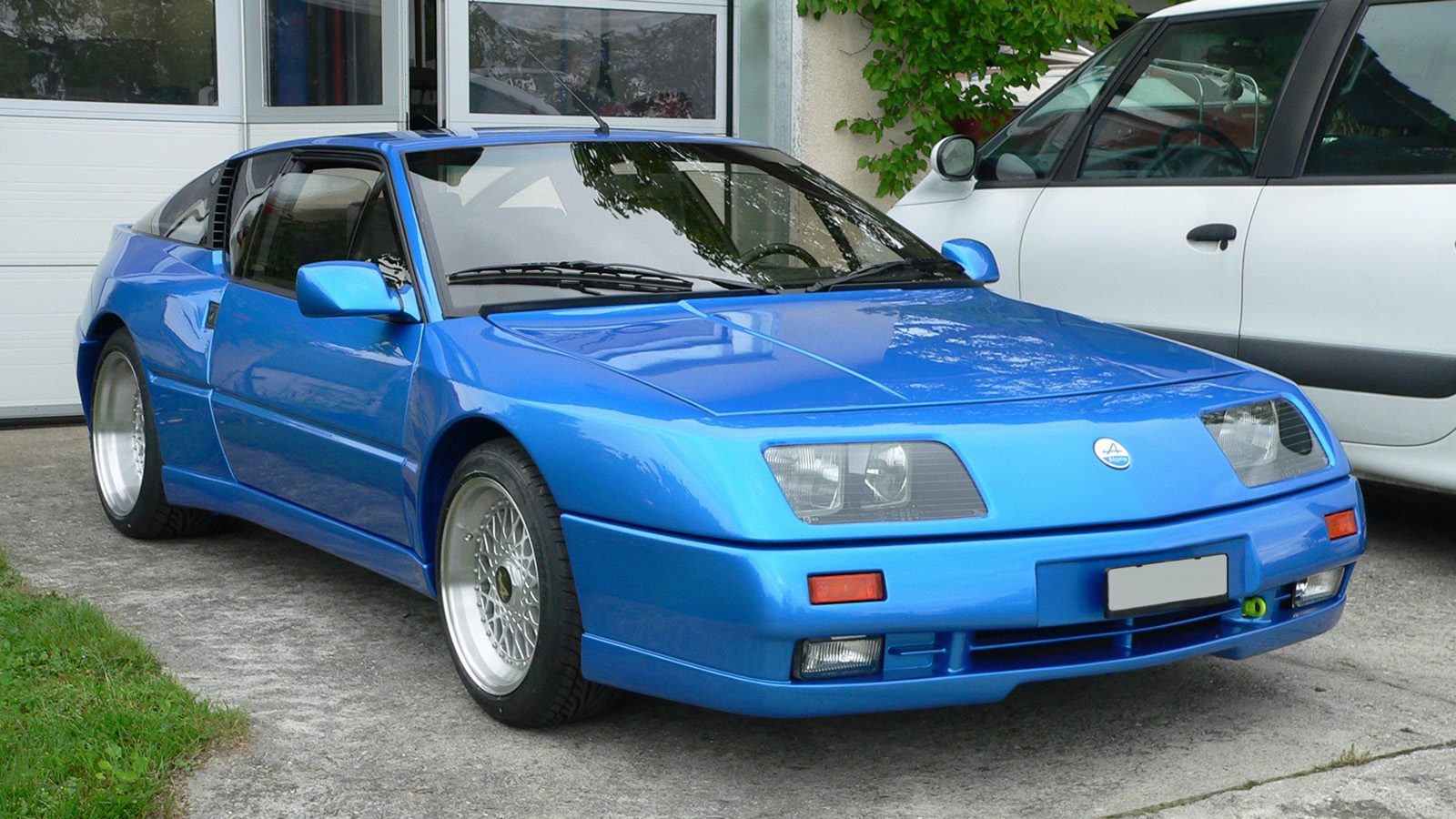
Renault Alpine GTA

- Renault Alpine GTA, (1985–1991)
- Alpine A610, (1991–1995)
- Alpine A110, (2017–)

### Koncepty
- Be Bop (2003)
- Dezir (2010)
- Egeus(2005)
- Espace F1 (1995)
- Ellypse (2002)
- Fiftie (1996)
- Initiale (1995)
- Koléos (2000)
- Laguna (1990)
- Ludo
- Next
- Nepta (2006)
- Pangea (1997)
- Racoon (1993)
- Velsatis (2000)
- ZO (1998)

## Ostatní

### Nákladní auta a dodávky
- Renault 4 Fourgonette (1962–1992)
- Renault Estafette (1965–1978)
- Renault Kangoo Express (1998–)
- Renault Kerax (1997–)
- Renault Magnum (1990–2013)
- Renault Mascott (1999–2010)
- Renault Master (1980–)
- Renault Midlum
- Renault Trafic (1980–)
- Renault Premium
- Renault Truck T (2013–)

### Autobusy
- Renault CityBus
- Renault PR100
- Renault R 312
- Renault Ares
- Renault PR102
- Renault PR180
- Renault Iliade

### Tanky a obrněné automobily
- Renault FT-17 (1917)
- Renault D-1 (1931)
- Renault AMC-34/35 (1934)
- Renault D-2 (1934)
- Renault R-35/39/40 (1935)
- Renault 31R (1937)
- Renault VBC 90 (1981)

## Výrobní závody

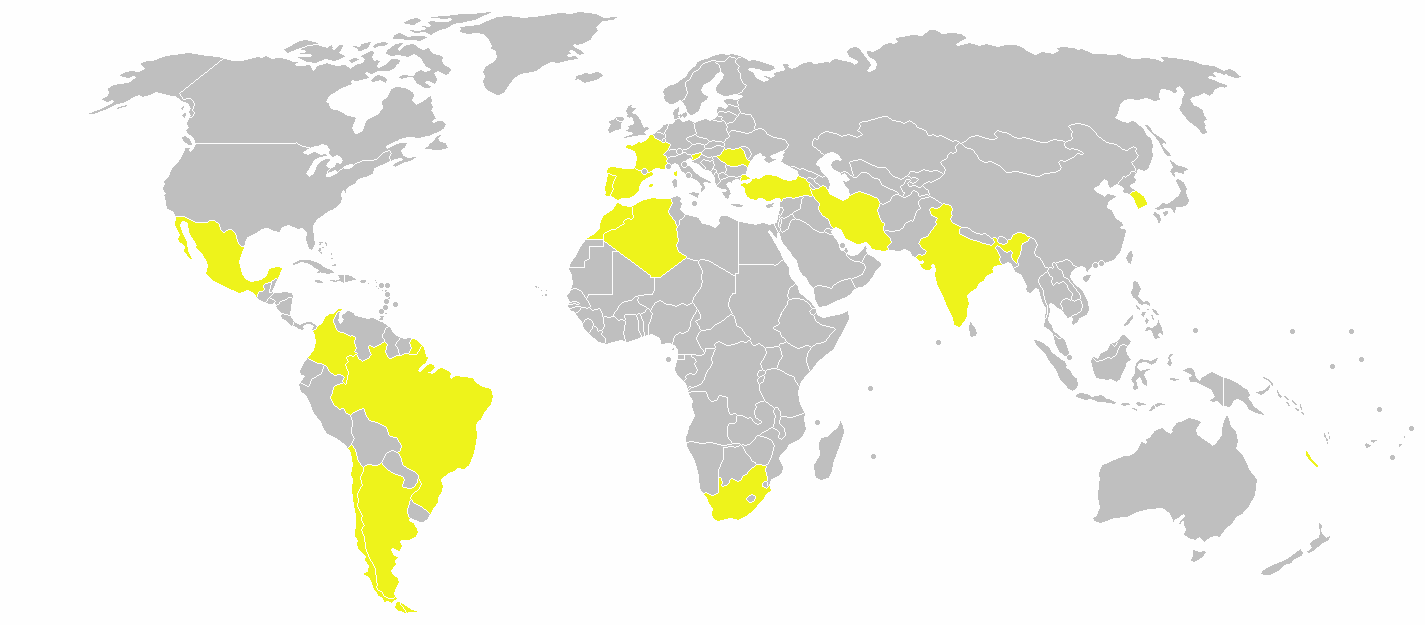
Státy s výrobními závody skupiny Renault (rok 2015)

K listopadu 2020 provozoval Renault (a jeho dceřiné firmy) řadu výrobních závodů, některé z nich v partnerství s různými dalšími společnostmi:
- Francie: Batilly, Dieppe, Douai, Flins, Maubeuge, Sandouville
- Evropa: Novo mesto (Slovinsko), Palencia a Valladolid (Španělsko), Toljatti, Moskva, Iževsk (Rusko), Mioveni (Rumunsko)
- Asie: Bursa (Turecko), Pusan (Jižní Korea), Čennaí (Indie)
- Afrika: Casablanca a Tanger (Maroko), Oran (Alžírsko)
- Jižní Amerika: Córdoba (Argentina), Curitiba (Brazílie), Envigado (Kolumbie)

## Zajímavosti
Renault dodával motory i do autobusů Karosa, např. do typu C 934.